# Kali- und Steinsalzbergwerk Conow
Das Kali- und Steinsalzbergwerk Conow war ein Salzbergwerk in Conow (heute Ortsteil der Gemeinde Malliß im Landkreis Ludwigslust-Parchim, Mecklenburg-Vorpommern). Von 1914 bis 1926 wurden dort Stein- und Kalisalze gefördert. Bis 1914 wurde die Schachtröhre bis zu einer Tiefe (Teufe) von 594 m vorangetrieben und ab 1916 bis 1917 auf die Endteufe von 720 m fertiggestellt. Neben diesem Tagesschacht bestand das Bergwerk aus vier Haupt- und acht Teilsohlen, die durch fünf Blindschächte verbunden waren. Der aufgefahrene Gesamthohlraum betrug 434.000 m3.
Das kurz Kaliwerk Conow genannte Salzbergwerk war das erste in Deutschland überhaupt, das nach der absatzbedingten Stilllegung im Jahre 1926 aus Sicherheitsgründen mit Salzlösungen aus dem sogenannten Gipshut des Salzstockes Conow geflutet wurde. Mit der Einleitung bereits mit Salz gesättigter Lösungen sollte das untertägige Auflösen der Salzpfeiler zwischen den Abbauen minimiert werden. Einbrüche des Deckgebirges und damit verbundene Schäden an der Tagesoberfläche sollten verhindert werden. Die Schachtröhre des Bergwerks stand danach bis zur Tagesoberfläche voller salzhaltiger Wässer. Zur endgültigen Sicherung des unmittelbaren Schachtareals, das heute durch einen Nahrungsmittelbetrieb genutzt wird, bauten im Jahre 1996 Taucher in 54 m Tiefe eine stählerne wasserdichte Sperre ein. Anschließend wurde der Schacht bis dorthin gesümpft und mit einer Schachtplombe aus Stahlbeton versehen.

## Geologische Verhältnisse

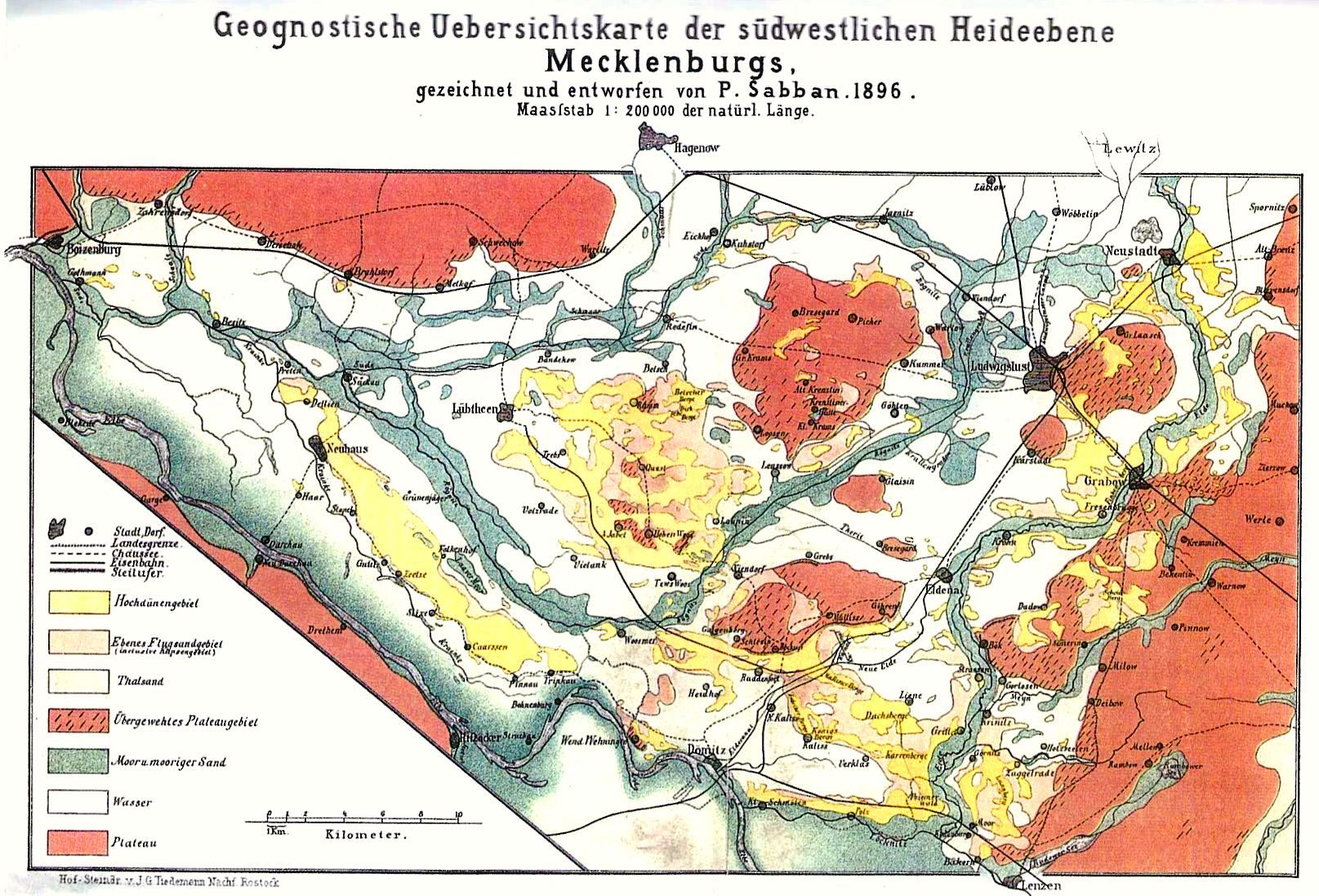
Geognostische Karte der Umgebung von Conow (1896): Der Wanzeberg, der den Top des Salzstock Conows markiert, ist in der unteren Bildmitte als „überwehte“ Hochfläche (rötliche Farben) deutlich erkennbar.

Regionalgeologisch ist das Gebiet um Conow-Karenz als tertiärzeitliche Hochfläche im Bereich saaleeiszeitlicher Bildungen anzusprechen, die zum Teil mit jüngeren Talsanden oder Dünenbildungen überdeckt ist. Der plötzliche Geländeanstieg des auch als Wanzeberg bezeichneten Höhenzuges ist besonders nordwestlich von Karenz sichtbar und auf die Aufwölbung der präquartären Sedimentschichten über dem Top des Conower Salzstocks zurückzuführen. Die besonderen geologischen Untergrundverhältnisse am Wanzeberg waren schon sehr zeitig Gegenstand zahlreicher wissenschaftlicher Forschungen.

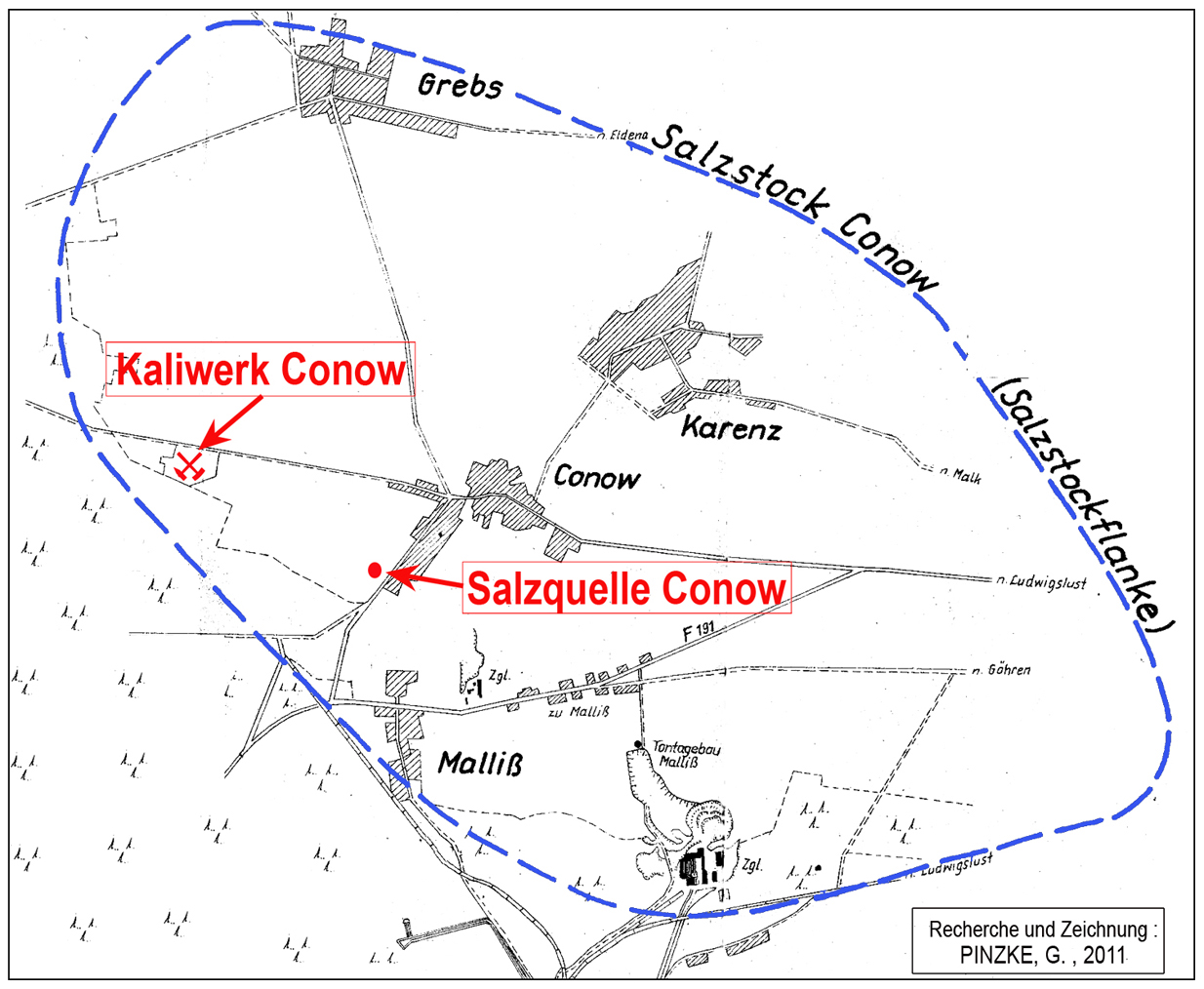
Ungefähre Lage des Salzstockes Conow, des Kaliwerkes und der Saline Conow

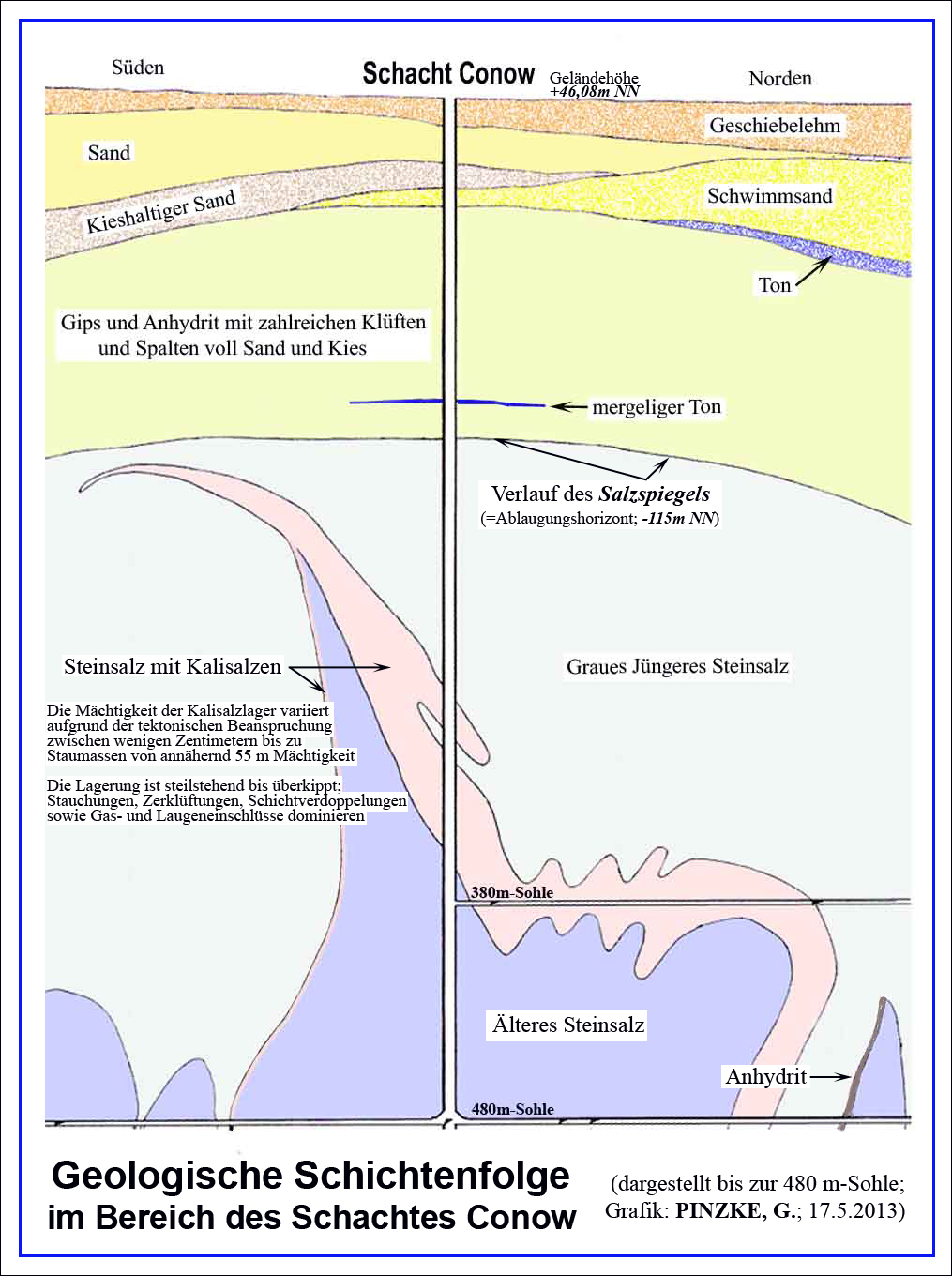
Geologisches Profil im Bereich der Schachtröhre Conow

Die Entwicklung des Conower Salzstockes begann bereits vor 235 bis 200 Millionen Jahren, im Keuper. Bis zur Unterkreide (145 bis 100 Mio. Jahre) bildete das Salz zunächst ein flaches Salzkissen. Infolge des hohen Gewichts des überlagernden Deckgebirges geriet das Salz aufgrund seiner Fließeigenschaften in Bewegung und durchbrach die hangenden Schichten. Diese plastische Bewegung des Salzes im Untergrund (Halokinese) führte ab der Unterkreide zur Akkumulation von Salz und Bildung eines Salzstocks. Anders als bei den meisten Salzstrukturen Mecklenburgs hielt der Salzaufstieg in Conow auch noch in geringem Umfang im Neogen (13 bis 2,6 Mio. Jahre) und Quartär an.
Der Salzstock in Conow besitzt eine annähernd ellipsenförmige Grundfläche und misst im 500-Meter-Teufenbereich etwa 21,125 km2. Die Flanken des Salzstockes sind recht unterschiedlich ausgebildet. Die flachste Flankenneigung mit etwa 20 Grad bis 900 Meter Teufe weist er nach Nordosten auf, wobei die Neigung weiter nach Nordwesten zunimmt. Der nordwestliche bis südwestliche Flankenbereich zeigt einen Flankenüberhang. Bis Südosten schließt sich eine senkrechte Flankenstellung bis etwa 500 m Teufe an, die danach auf etwa 45 Grad absinkt.
Im Südfeld der Lagerstätte ist ein ostsüdost-westnordwestliches Streichen bei einem generell steilen bis überkippten Generaleinfallen der Kalisalzflöze in nordnordost-südsüdwestlicher Richtung feststellbar.
Quartäre und tertiäre Schichten bilden die rund 100 m mächtige Sedimentüberlagerung des Salzstockes. Die quartären Ablagerungen sind durchschnittlich 25–30 m mächtig und bestehen aus Wechsellagerungen von gelbem Geschiebelehm und grauen Geschiebemergel mit gelbem Sand. Am Rand des Salzstockes Conow sind Ablagerungen aus der jüngsten Eiszeit, der Weichsel-Kaltzeit, in Form von Tal- und Beckensanden zu finden, die besonders im Nordwesten und Norden von jungen Flugsanden aus dem Holozän überlagert werden. In einer Subrosionssenke am Top des Salzstocks, die sich durch Auslaugung von Gips, Anhydrit und Salzen im Untergrund gebildet hat, konnten sich größere Mächtigkeiten von eiszeitlichen Sedimenten ablagern und blieben aufgrund der tektonisch geschützten Lage in der Senke vor einer jüngeren Abtragung bewahrt.
Die Mächtigkeit der tertiären Ablagerungen im Bereich des Salzstocks schwanken zwischen 25 und 80 m. Die höchsten Tertiär-Mächtigkeiten sind dabei an den Flanken des Salzstocks zu finden. Die tertiären Schichtenfolgen werden aus paläozänen bis pliozänen Sedimenten (66 bis 2,6 Mio. Jahre) gebildet, die sich aus schwarzgrauen, glimmerhaltigen Tonen und Sanden und schwarzen, fetten Tonen, insbesondere dem Septarienton (ein blaugrauer, an Kalkseptarien reicher und manchmal auch Gips führender Ton), sowie glaukonit- und glimmerhaltigen Sande des Unter- bis Ober-Oligozäns zusammensetzen. Im Miozän sind auch dünne Lagen von Braunkohlen eingelagert, die seit 1817 am Südwesthangs des Wanzeberges Gegenstand eines lokalen Abbaus waren, der endgültig erst 1960 eingestellt wurde.
Die durch Erkundungsbohrungen und durch den Bergbau erschlossenen Salze und Sulfate (Anhydrit, Gips) sind den Mittleren und Oberen Zechsteinfolgen zuzuordnen.
Es konnten die folgenden Formationen des Zechsteins nachgewiesen werden:
- Leine-Formation: Zechstein 3,  mit Tonmittelsalz, Schwadensalz, Anhydritmittelsalz, Orangensalz, Liniensalz sowie dem Hauptanhydrit.
- Staßfurt-Formation: Zechstein 2, mit dem Kalisalzflöz Staßfurt und dem Staßfurtsteinsalz resp. den Hartsalz-Lagern A und B sowie dem Carnallit-Lager C.

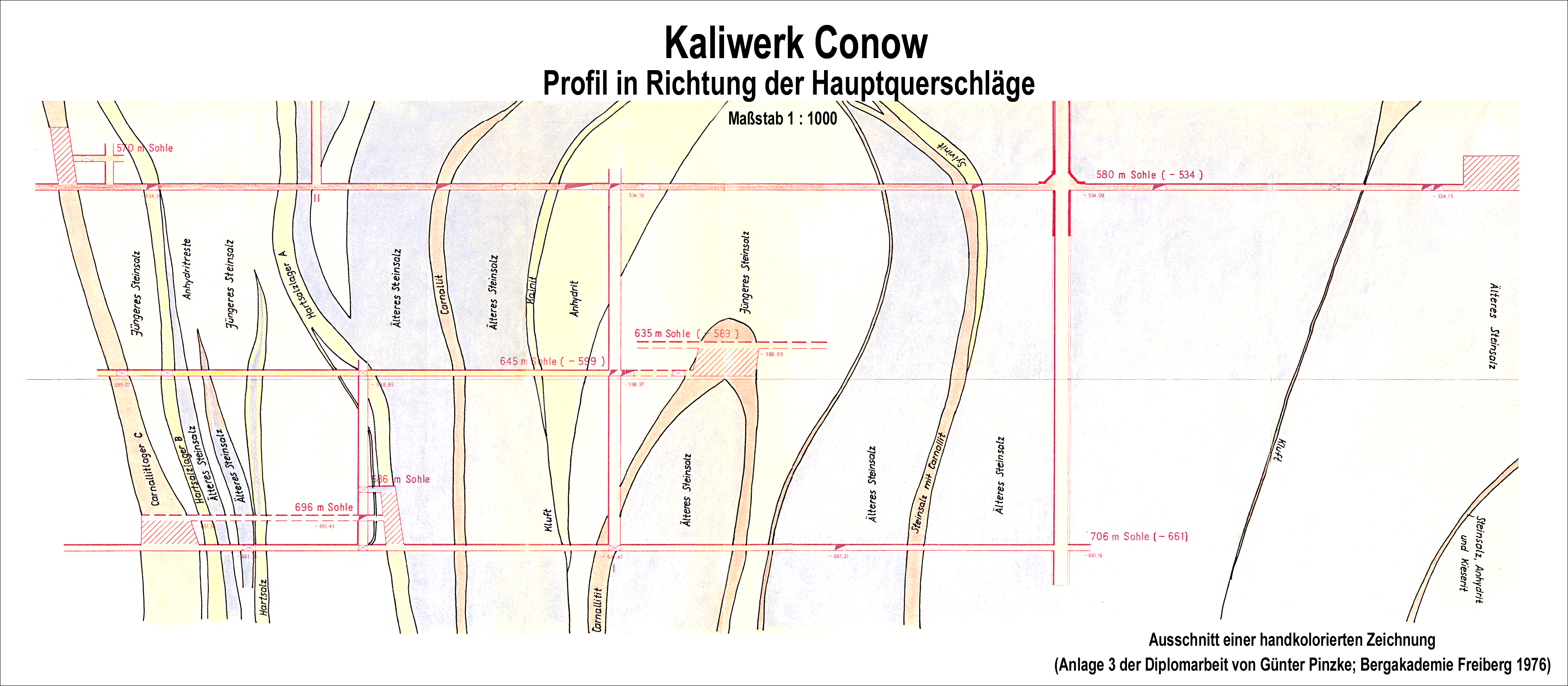
Darstellung der starken Wechsellagerung steilstehender salinarer Schichten im Kaliwerk Conow

Durch Bohrungen und das Abteufen des Schachtes wurde zunächst der stark zerklüftete Hauptanhydrit der Leine-Formation aufgeschlossen, der sich im oberen Teil zu einem Gipshut umgewandelt hat. Dieser besitzt seine Oberkante bei 5 m unter NN und fällt zu den Flanken hin stark ab. Anhydrit und Gips reichen bis zu dem über dem Salzstock bei 115 m unter NN liegenden Salzspiegel; seine Mächtigkeit beträgt durchschnittlich 110 m.
Aufgrund der in den oberen Partien von Salzstöcken latent bestehenden Einbruchsgefahr von Laugen hat man im Südfeld der 480-m-Sohle – etwa ab Blindschacht II – den überlagernde Teil des Salzstockes von der weiteren geologischen Erkundung ausgeschlossen.
Die Kalisalze treten in einer engen Wechsellagerung mit dem Jüngeren und Älteren Steinsalzes der Staßfurt-Formation auf. Die Mächtigkeit der Kalisalzlager variiert aufgrund der tektonischen Beanspruchung zwischen wenigen Zentimetern bis zu Staumassen von annähernd 55 m Mächtigkeit. Steilstehende und überkippte Lagerung sowie Stauchungen, Zerklüftung, Gas- und Laugeneinschlüsse sowie die Schichtverdoppelungen sind auf intensive tektonischen Bewegungen während des Salzaufstieges zurückzuführen und führen zu den großen Mächtigkeitsunterschieden. Die sehr wechselhafte Lagerstättenausbildung wurde mittels Vorbohrlöchern erkundet. Eines davon erreichte z. B. auf der II. Sohle am 25. Mai 1914 eine Länge von 442,75 m.
Die wichtigsten Kalisalzlager sind (vergleiche Abbildung Darstellung der starken Wechsellagerung steilstehender salinarer Schichten im Kaliwerk Conow, nebenstehend):
- Das Lager A besteht aus Hartsalz von durchschnittlich 13 bis 15 % K2O mit einer Mächtigkeit von 20 m; am Liegenden kommt stellenweise Langbeinit vor.
- Das Lager B enthält Hartsalz von durchschnittlich 13 bis 15 % K2O, nach Westen geht es allmählich in Carnallit über. Es erreicht eine Mächtigkeit von 4–10 m.
- Das Lager C hat Brekzienstruktur, ist 4–15 m mächtig und führt Carnallit von 9–10 % K2O. Es geht nach oben zu zwischen der 530- und 480-m-Sohle in Kainit über.

In einer Entfernung von rund 500 m südöstlich des Schachtes biegt das Lager um; es ist hier gestaucht worden und erweitert sich zu einer carnallitischen Staumasse von 55 m Mächtigkeit. Ein Carnallit-Lager setzt von der Umbiegungsstelle nach Westen rund 400 m weit in das Jüngere Steinsalz hinein. An der Umbiegungsstelle kommt reiner weißer Carnallit vor, vermutlich infolge der intensiven tektonischen Beanspruchung metamorph entstanden. Bis zu dieser Umbiegungsstelle des Lagers C steht dem gesamten südlich erschlossenen Grubenteil ein bis zu 75 m mächtiger Anhydritkeil entgegen. Dabei handelt es sich bereits um Anhydrit der Salzstockflanke (siehe Abbildung rechts). Es folgt in südlicher Richtung ein Steinsalzlager von maximal etwa 200 m Mächtigkeit. Im Anschluss daran konnte durch südliche Horizontalbohrungen das nach Südwest abgeschwenkte Carnallitlager C nachgewiesen werden. Das nördlich des Schachtes aufgeschlossene ältere Steinsalzlager enthielt schmale Einlagerungen von Kalisalzen und jüngerem, hochreinem Staßfurt-Steinsalz, das als Speise- und Gewerbesalz abgebaut wurde. Die Verarbeitung der Kalisalze erfolgte im Werk Lübtheen.

## Hydrogeologische Verhältnisse
Der Salzstock Conow befindet sich hydrogeologisch betrachtet in der Mecklenburg-Brandenburg-Senke, einem Senkungsbereich, der durch das Auftreten zahlreicher Salzkissen- und Salzdiapirstrukturen gekennzeichnet ist. Aufgrund der Aufwölbung der tertiären Schichten über dem Top des Salzdiapirs Conow streichen hier – als einziges Vorkommen in Mecklenburg-Vorpommern – tertiäre Grundwasserleiter an der Oberfläche aus.
Die hydrogeologischen Verhältnisse im Bereich des Tops des Conower Salzstocks innerhalb der pleistozänen Sedimente wurden wissenschaftlich untersucht. Das Untersuchungsgebiet umfasste mit rund 7 km2 den Raum zwischen Grebs und Conow. Durch den Einbruch der Deckschichten infolge der Subrosion von Sulfatengesteinen im Bereich des Tops des Salzstockes sind engständige Störungszonen entstanden, die nach Eugen Geinitz in Verbindung mit postglazialen Bewegungen zu sehen sind. So grenzen im Bereich des Wanzeberges pleistozäne und miozäne Schichten unmittelbar aneinander.
Der Salzstock wird von Lockersedimenten überlagert, die von bindigen Zwischenlagerungen wie beispielsweise Geschiebelehm, -mergel oder Septarienton unterbrochen sind. Dadurch entstehen drei relativ mächtige Grundwasserleiter, die untereinander in Verbindung stehen. Der genaue Verlauf der Grundwasserscheide konnte bisher nicht zweifelsfrei nachgewiesen werden. Nach hydrogeologischen Untersuchungen zufolge verläuft sie in der Nähe des Schachtes in ostwestlicher Richtung im Topbereich des Salzstockes.
Der Gipshut führt auf zahllosen mit Kies und Sand gefüllten Spalten und Klüften salzhaltiges Wasser. In welchem Maße ein Abfließen dieser Wässer über die Salzstockflanken hinweg stattfindet, kann nicht ausgesagt werden. Fest steht – unter anderem durch die bestehende Verbindung der Grundwässer zu den Gipshutwässern und das Vorhandensein der Solquelle südwestlich von Conow nachgewiesen – dass ein solcher Vorgang stattfinden muss, was letztlich zu einem kontinuierlichen Absinken des Salzspiegels führt.
Die bereits seit dem frühen Mittelalter nachgewiesene und mit Unterbrechungen für die Salzgewinnung genutzte, aber seit 1746 eingestellte und als versiegt gegoltene Solquelle wurde im Jahre 1975 im Rahmen von Untersuchungsarbeiten für eine bergschadenkundliche Analyse wiederentdeckt.
Aufgrund der geringen hydrogeologischen Einflüsse auf den Betriebsablauf konnte während der aktiven Betriebszeit auf eine Wasserhaltung verzichtet werden. 23 Laugenstellen wurden in der Schachtanlage Conow nachgewiesen. Durch geophysikalische Untersuchungen an einer dieser Laugenstellen konnte ein Zusammenhang zwischen den Laugen und dem oberflächennahen Grundwasser nachgewiesen werden.

## Betrieb

### Betriebsgründung

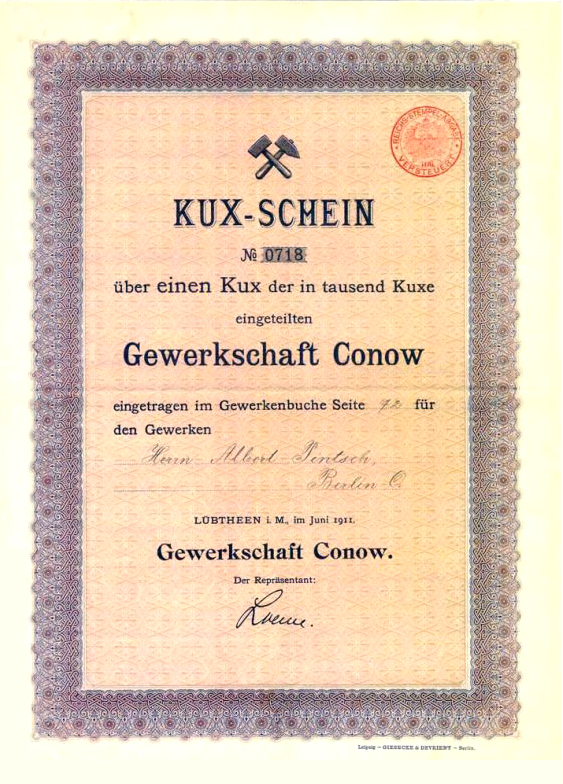
Kux-Schein der
Gewerkschaft Conow

Das Recht zur Gründung einer bergbaulichen Gewerkschaft war landesrechtlich verschieden geregelt. Nach preußischem Bergrecht genügte es, wenn zwei Personen einen Antrag auf Verleihung einer Gewerkschaft stellten, indem sie beim Bergamt auf Grund ihrer Funde Mutung einlegten. So wurde am 31. März 1910 die Gewerkschaft Conow mit juristischem Sitz in Lübtheen gegründet. Die Anzahl der Kuxe betrug die für bergbauliche Gewerkschaften seinerzeit üblichen 1000 Stück; davon befanden sich 335 Kuxe im Besitz des mecklenburgischen Finanzministeriums und 259 Kuxe im Besitz der großherzoglichen Familie.
Die Betriebsleitung der im Aufbau begriffenen Schachtanlage hatte ihren Sitz am Standort des Werkes in Conow. Die Gerechtsame des Bergwerks lag in den Gemarkungen Göhren, Malliss, Conow, Karenz, Bockup, Grebs-Menckendorf, Tews-Woos, Hohen-Woos, Niendorf, Schleim und Laupin. Die Größe der Gerechtsame umfasste etwa 42 preußische Maximalfelder, was bei 218,9 ha für ein preußisches Maximalfeld einer Fläche von 9193,8 ha entsprach.
Ein in anderen Bergbaurevieren bestehender sogenannter Zweischachtzwang – d. h. die Anlage eines zweiten befahrbaren Ausgangs; heute im bergmännischen Sprachgebrauch als Fluchtschacht bezeichnet – bestand laut „Bergordnung“ im Freistaat Mecklenburg-Schwerin nicht. Zur für den Conower Bergwerksbetrieb geltenden „Bergordnung“ und den seinerzeit sozialrechtlichen Bedingungen der hier Beschäftigten siehe Knappschaftswesen in Mecklenburg.
Repräsentant der Gewerkschaft Conow von Betriebsbeginn bis zur Betriebsstilllegung war Bergrat Leo Loewe.
Nach dem Ersten Weltkrieg kaufte die Gewerkschaft Conow einen Teil des Mallißer Braunkohlenfeldes. Mit der Förderung von 1922 bis 1926 wurde die seinerzeit mangelhafte Versorgung mit Braunkohle umgangen und die Energieversorgung des Kaliwerks sichergestellt.
Der Betrieb verfügte über einen Bahnanschluss, für den die heutige B 191 unterquert wurde.

### Schachtbau

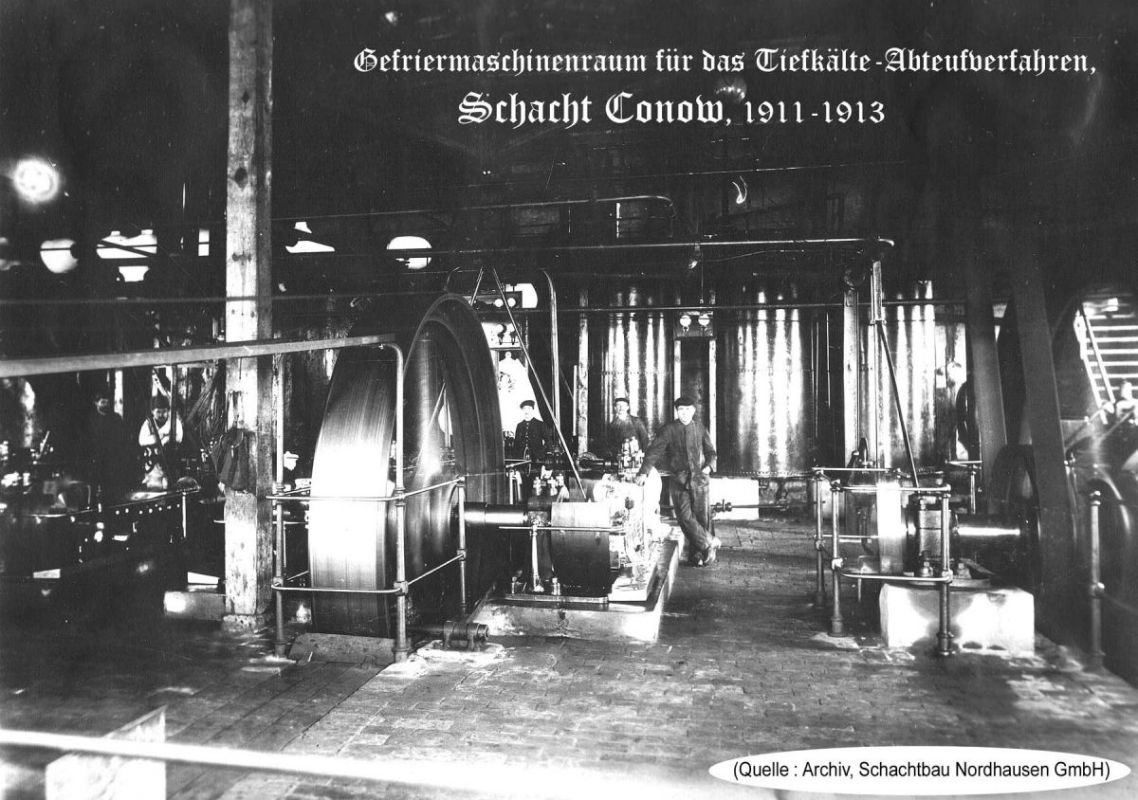
Gefriermaschine zum Gefrierschachtabteufen

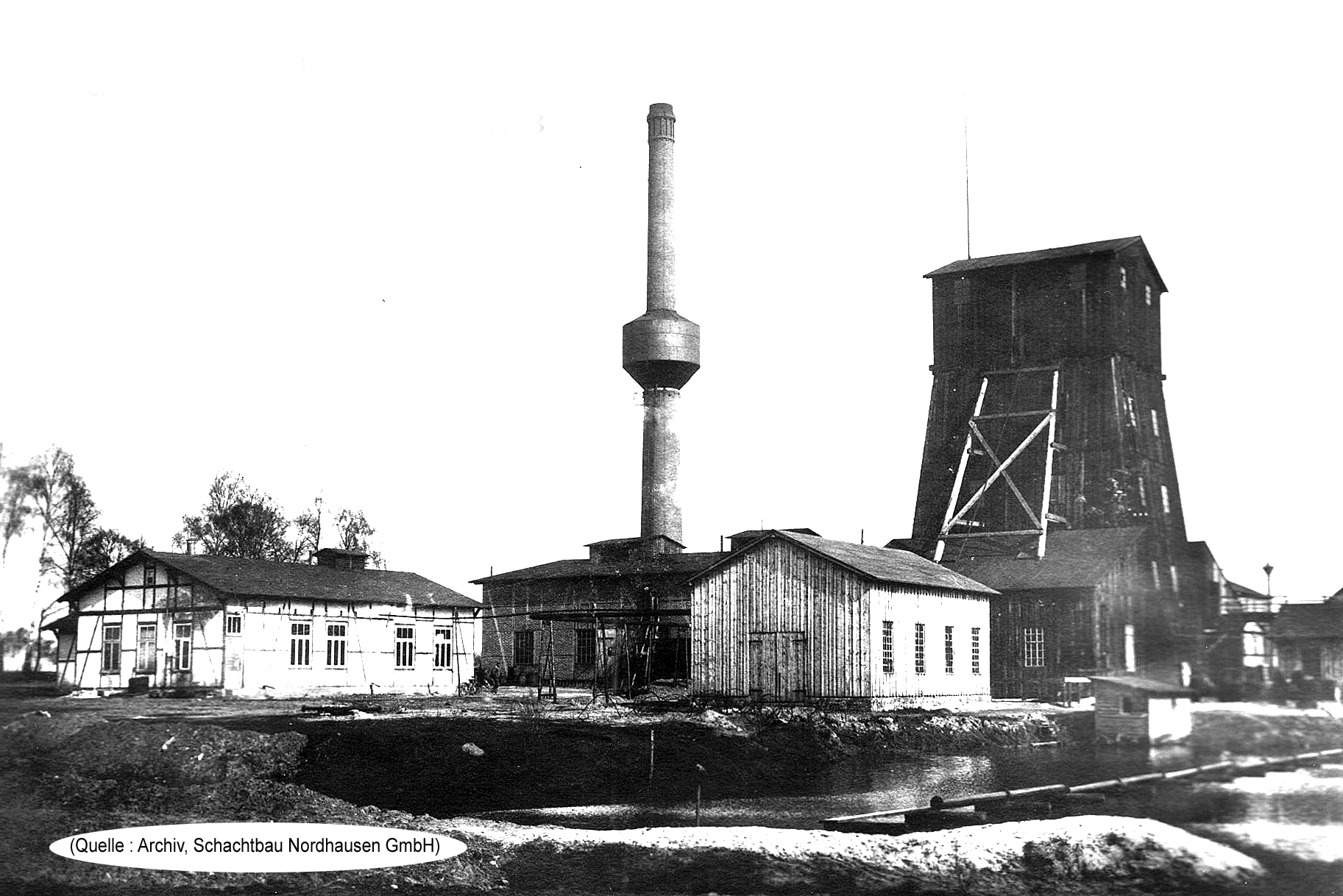
Schachtansicht während der Abteufarbeiten

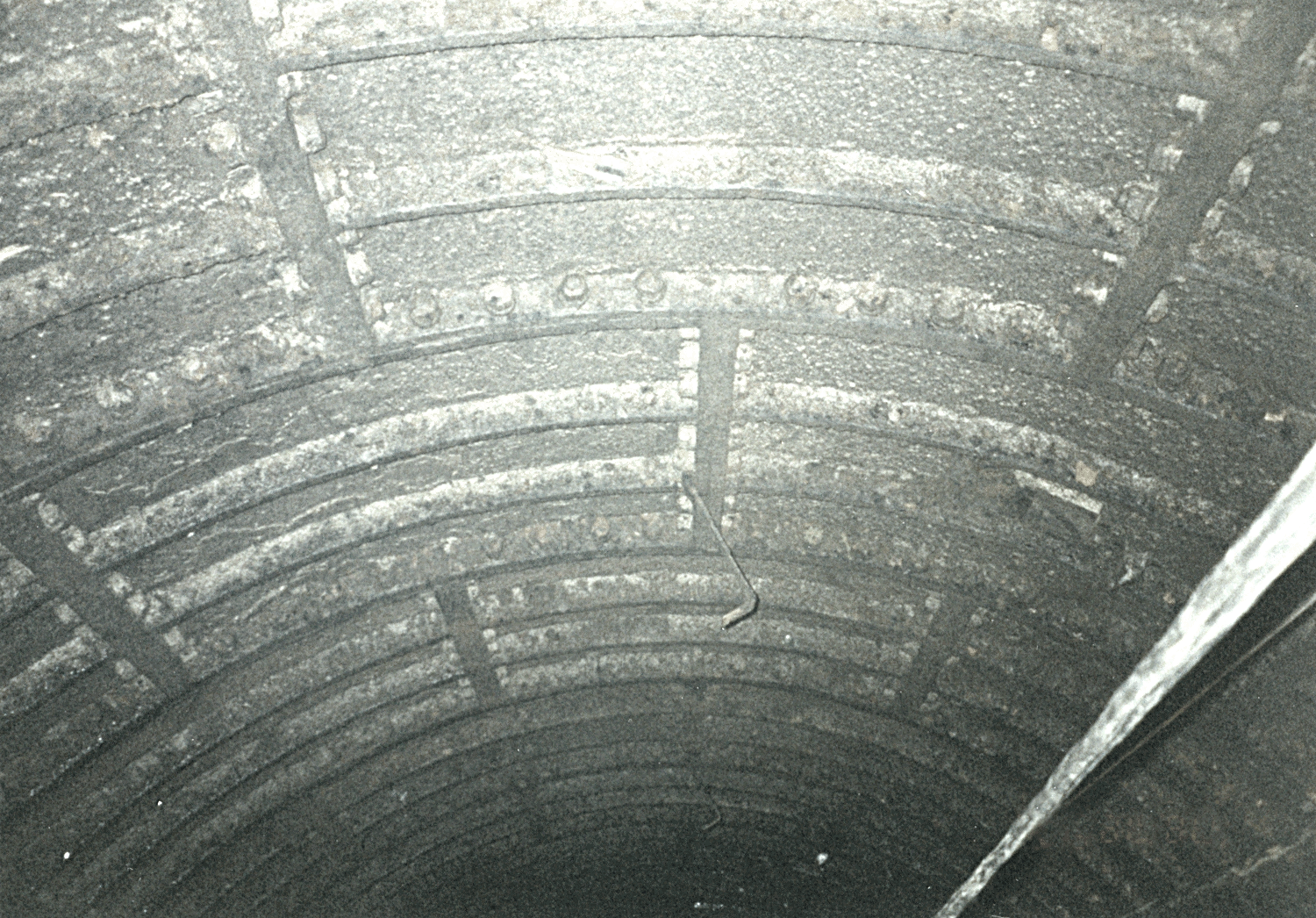
Zustand der Tübbingsäule des Schachtes Conow (Teufenabschnitt etwa 35–45 m) im Jahr 1996

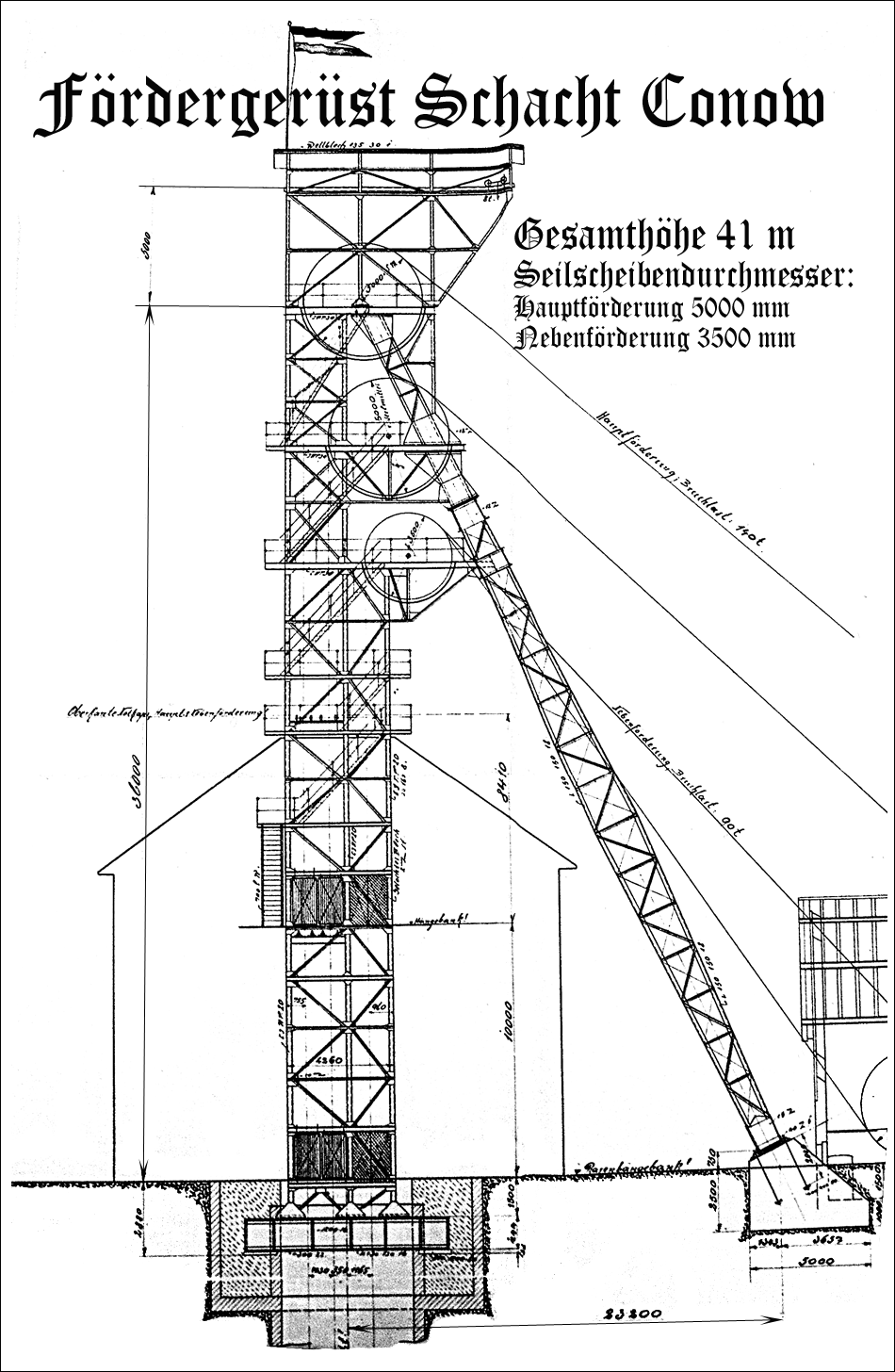
Fördergerüst des Altkalischachtes Conow

Der Betriebsplan für das Abteufen eines Schachtes der „Bohrgesellschaft Mecklenburg G.m.b.H. bei Conow i./M.“ vom 1. Februar 1910 sah vor, zunächst den Schacht bis 16 m Teufe von Hand niederzubringen. Sollten jedoch wasserführende Schichten das Abteufen behindern, so käme danach das Gefrierverfahren zur Anwendung. Und so wurde infolge starken Wasserandrangs lediglich ein 5 m tiefer Vorschacht im Durchmesser von 10 m von Hand niedergebracht, auf dessen Sohle im Radius von 4,40 m 30 Gefrierbohrlöcher etwa 200 m tief abgebohrt wurden.
Die Gefriermaschinen des Schachtbau-Unternehmens Tiefbau- und Kälteindustrie Aktiengesellschaft vorm. Gebhardt & Koenig Nordhausen (deshalb hier besonders erwähnt, weil sie im Gegensatz zu anderen Schachtbauern hier zum ersten Mal das sogenannte Tiefkälteverfahren anwandte) wurden am 19. Juni 1912 in Betrieb gesetzt. Und schon drei Monate später, am 16. September 1912, war die Frostmauer geschlossen. Das Abteufen begann dreischichtig per Hand (Hackarbeit). Bei Teufe 11,50 m wurde der Mauerfuß für die Schachtmauer ausgespitzt, die am 27. September in doppelsteinigem Ziegelmauerwerk fertiggestellt wurde. Bis zur Teufe von circa 27 m war mittig ein ungefrorener Kern von etwa 2 Meter Durchmesser. Er störte das Verteufen nicht, da die Stöße ansonsten fest gefroren waren und das Hereinbrechen der anstehenden wasserführenden Schichten (sandige Tone, feste Tone, Kiese und Steine) verhinderten.
Ab einer Teufe von 49,50 m war die Schachtscheibe durchweg gefroren. Bei Teufe 51,80 m wurde das Keilbett für die erste Tübbingsektion ausgespitzt (30. Oktober 1912). Bereits am 9. November war der Tübbingausbau bis zur Mauerung hochgezogen. Jetzt wurde mittels Sprengarbeit und unter Verwendung von Bohrhämmern weiter verteuft. Weitere Keilkränze für den Einbau der folgenden Tübbinge wurden in den Teufen 73,28 m, 103,80 m, 134,33 m, 143,83 m, 171,83 m und 200,90 m gesetzt. Die Temperatur des Frostmantels in der Teufe von 50 m betrug minus 5 Grad Celsius, bei 150 m Teufe minus 4 Grad Celsius. Die Gefriermaschinen konnten bereits am 1. April 1913 abgestellt werden. Das weitere Abteufen verlief ohne Schwierigkeiten. In Teufe 251,03 m wurde im Älteren Steinsalz der unterste Keilkranz für die Tübbingsäule gelegt. Am 5. Februar 1914 wurde in der Teufe von 593,80 m der unterste der insgesamt sechs Mauerfüße für die Schachtauskleidung mittels Ziegelmauerwerk ausgespitzt. Die Füllörter der einzelnen Sohlen wurden ebenfalls ausgemauert.
Die Planung zur endgültigen Fertigstellung der Schachtröhre bis zur Endteufe von 720 m begann bereits im Jahre 1916. Diese sah vor, das Weiterverteufen gewissermaßen über einen Umweg zu realisieren, damit der bisherige Schacht weiterhin ohne Unterbrechungen zur Förderung genutzt werden konnte. Unweit des Schachtes sollte von der 580-m-Sohle zunächst ein Blindschacht auf die endgültige Teufenlage niedergebracht werden. Von diesem wiederum sollte der Hauptschacht unterfahren und beide Grubenbaue durch ein Bohrloch verbunden werden, das später nur noch auf die gewünschten Maße zu erweitern wäre.
Und dieser Plan wurde wie folgt umgesetzt: Zunächst wurde von der 580-m-Sohle – etwa 162 m vom Schacht entfernt – der Blindschacht I zur 706-m-Sohle niedergebracht. Von dort wurde mit dieser Sohle der Schacht unterfahren. Jetzt wurde vom bisherigen Schachtsumpf in 594 m Teufe ein Bohrloch geteuft. Dieses erreichte am 4. Dezember 1916 die 706-m-Sohle. Das Erweitern dieser Bohrung auf einen Durchmesser von etwa 1 m erfolgte durch Aussolen und wurde am 15. Februar 1917 beendet. Dieses Loch diente der Zuführung frischer Wetter zur 706-m-Sohle und diente gleichzeitig als Einbruch für das Weiterverteufen des Schachtes. Ab 1. Juni 1917 wurde der Schachtquerschnitt traditionell durch Hackarbeit auf das endgültige Maß von 4 m lichter Weite erweitert. Dieser Teil des Hauptschachtes steht ohne Ausbau im Älteren Steinsalz. In diesem Schachtabschnitt wurden insgesamt 19 Einstrichpaare verlegt. Am östlichen Schachtstoß wurde ein Fördergestell für nur einen Förderwagen mit Gegengewichtsausgleich eingebaut. Das Fördergestell wurde an 4 Führungsseilen, das Gegengewicht an 2 Seilen geführt. Der Antrieb dieser Förderung erfolgte mittels eines elektrischen Haspels, der am nördlichen Schachtfüllort der 580-m-Sohle aufgebaut war. Am südlichen Schachtstoß liegt das vertonnte Fahrtrum (separater, früher meist mittels Holzbohlen abgeteilter – deshalb „vertonnt“ genannter – Teil der Schachtröhre, der mit Leitern, sogenannten Fahrten, ausgestattet ist. Es ist der Fluchtweg der Bergleute bei Ausfall der Fördereinrichtung). Der Raum unter den Fördertrümern (der Teil der Schachtröhre, in dem die Förderkörbe-/gefäße geführt werden) der Hauptförderung zur 580-m-Sohle blieb frei.
- Schachtausbau: von 0,00 bis 11,50 m Mauerwerk; von 11,50 bis 251,03 m Tübbinge; von 251,03 bis 593,8 m Mauerwerk und von 593,80 bis 720,0 m ohne Ausbau.
- Grubenbaue: 1 Tagesschacht, 5 Blindschächte, 4 Hauptsohlen, 8 Zwischensohlen.

### Fördereinrichtungen

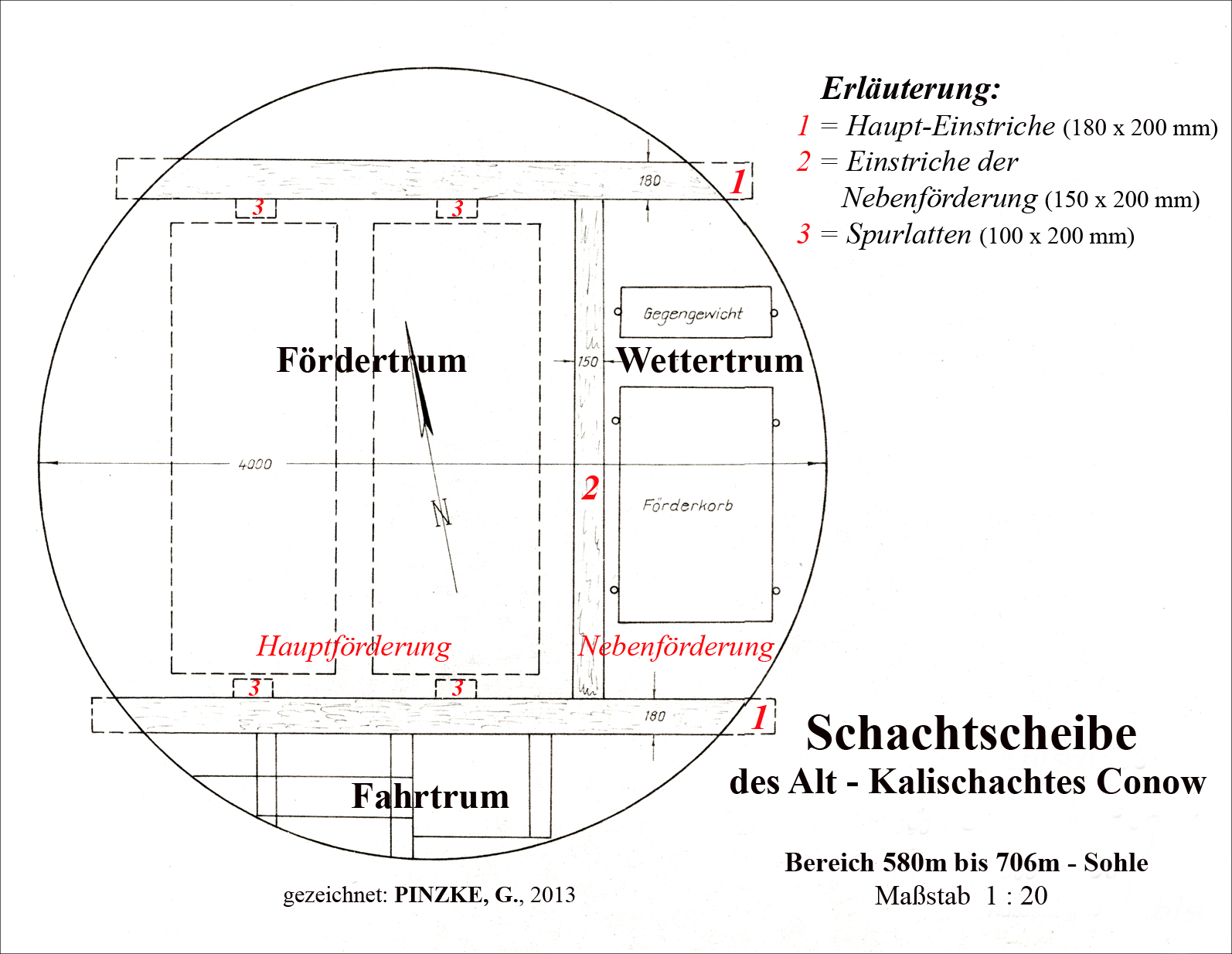
Darstellung der Schachtscheibe Conow mit Erläuterungen

Während des Schachtabteufens war für die Materialförderung eine Zwillings-Dampffördermaschine mit Vorgelege der Firma J. Westermann aus Witten an der Ruhr (Baujahr 1902) installiert. Es handelte sich um eine Bobine mit Flachseilen. Zur Bergeförderung diente eine weitere Bobine von Dingler aus Zweibrücken (Baujahr 1899). Die endgültige Förderanlage wurde als Koepeförderung ausgeführt. Die Fördermaschine wurde von der Königin-Marien-Hütte aus Cainsdorf geliefert. Die holzgefütterte Treibscheibe hatte einen Durchmesser von 5500 mm. Die Förderkörbe lieferte F. A. Münzner aus Obergruna bei Siebenlehn in Sachsen. Die stählernen Förderseile stammten von der Kabelfabrik Landsberg (Warthe), hatten eine Länge von 750 m, einen Durchmesser von 43 mm und eine Tragkraft von 122 t. Dasselbe Unternehmen lieferte die Unterseile. Sie bestanden aus acht Einzelseilen à sechs Litzen à sieben Drähte (Bruchfestigkeit 130 kg/mm2).
Der Schacht erhielt zwei Förderungen: eine Hauptförderung im westlichen Trum (= Segmente oder Abteilungen der Schachtscheibe). zur 580-m-Sohle und eine Nebenförderung im östlichen Trum zur 480-m-Sohle. Aus rechts stehender Abbildung sind auch die Lagen der verschiedenen Trümer der Schachtröhre, die später durch das Weiterverteufen des Schachtes bis zur 706-m-Sohle befahrbar war, ersichtlich.
Die beiden in West-Ost-Richtung verlegten kiefernen Haupteinstriche (180 × 260 mm) wurden in Abständen von 3 zu 3 m auf die mittleren Hauptflanschen der Tübbings bzw. in die Mauer verlegt. An diesen Einstrichen wurden die Spurlatten der Hauptförderung befestigt. Die Spurlatten aus Pitch-Pine-Holz dienten der Führung der Förderkörbe und hatten die Abmessungen 100 mm × 200 mm. An den Haupteinstrichen wurden die kiefernen Einstriche der Nebenförderung befestigt (Abmessungen 150 mm × 200 mm). Diese trugen die Spurlatten der Nebenförderung (Abmessungen 100 mm × 200 mm). Im südlichen, durch den Haupteinstrich begrenzten Schachtteil befindet sich das Fahrtrum. Er wurde durch 3 cm starke kieferne besäumte Bohlen abgetrennt; Ruhebühnen befanden sich in Abständen von 6 m. Der Wetterscheider lag im nördlichen Schachtteil. Er führte nur bis zur 480-m-Sohle und bestand aus 4 cm starken gespundeten kiefernen Bohlen (vgl. rechte Abbildung: Schachtscheibe Conow).

### Tagesanlagen

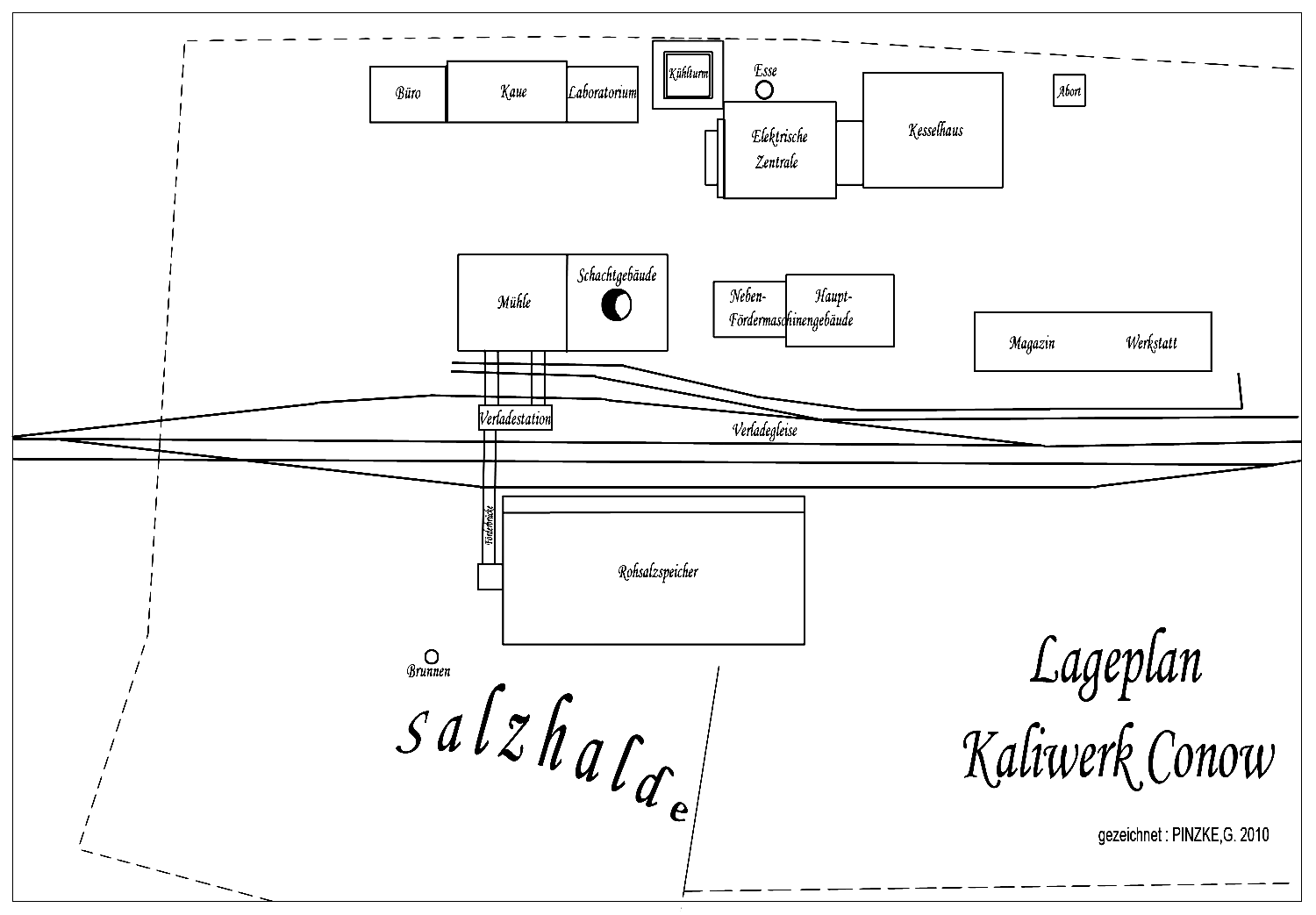
Bebauungsplan des Schachtareals Conow von 1909

Anzahl und insbesondere Größe der Tagesanlagen des Kali- und Steinsalzbergwerkes Conow waren im Vergleich mit anderen salzfördernden und -verarbeitenden Werken eher bescheiden. Das lag daran, dass die gesamte Verarbeitung der geförderten Rohstoffe und der Absatz der Fertigprodukte über die Kalifabrik der benachbarten Schachtanlage Friedrich Franz Lübtheen abgewickelt wurde. Einen Überblick gibt der rechts abgebildete Bebauungsplan (1909).
Am 14. Oktober 1916 entstanden bei einer Besichtigung der Über- und Untertageanlagen durch Friedrich Franz IV., den Großherzog von Mecklenburg-Schwerin, auch Fotografien der Werksanlagen.

### Aus- und Vorrichtung der Lagerstättenbereiche
Um in dem lediglich durch vier Tiefbohrungen untersuchten Salzstock Conow ein sicheres und rentables Bergwerk anlegen und zu betreiben zu können, war neben einer gewissen Risikobereitschaft insbesondere hoher bergmännischer Sachverstand erforderlich. Nach dem Niederbringen des Schachtes waren zur weiteren Untersuchung der salinaren Ausbildung des Salzstockes mehrere Untersuchungsstrecken und Horizontalbohrungen (zum Teil über 400 m lang) erforderlich.
Nachdem der Schachtbau 1914 bis zur Teufe von 592 m gelungen war, wurden am 4. Juli 1913 bei Teufe 380 m, am 9. November 1913 bei Teufe 480 m und am 21. Januar 1914 bei Teufe 580 m die ersten Hauptsohlen angeschlagen. Dazu kam später – nach Erreichung der endgültigen Schachtteufe von 720 m – die 706-m-Sohle hinzu. Die einzelnen Sohlen wurden durch fünf Blindschächte miteinander verbunden, von denen aus mehrere Teilsohlen (auch als Zwischensohlen bezeichnet) angelegt wurden.

### Gewinnung, Förderung und Versatz
Die teilweise in kurzen Abständen stark wechselnden und steil stehenden salinaren Schichten des Salzstockes Conow erforderten eine Vielzahl von Haupt- und Teilsohlen.
- Von der 380-m-Sohle (Profil 3,00 × 2,30 m) wurden nach Norden und Westen Untersuchungsquerschläge angesetzt, die im Norden im Älteren Steinsalz von überwiegend seltener Reinheit und im Westen im Sylvinit eingestellt wurden. Etwa 45 m vom Hauptschacht wurde am 13. Oktober 1913 einen ersten Laugenzufluss (circa 0,2 l/h) bemerkt. Aus den Erfahrungen beim Betrieb des benachbarten Kaliwerkes Lübtheen wurde wegen der im Hangenden zu erwartenden weiteren Laugenzuflüsse vom Abbau dieses Sylvinitlagers Abstand genommen.
- Die 480-m-Sohle (Profil 3,00 × 2,30 m) wurde nach Norden und Süden aufgefahren. Abgebaut wurde hier lediglich sylvinreiches Hartsalz im Südfeld. Als Abbauverfahren kam sogenannter „abfallender Stoßbau“ (heute als streichender Teilsohlenkammerbau mit strossenartigem Verhieb bezeichnet) zur Anwendung, wobei die Gesamtbauhöhe immerhin 22 m bei etwa 6 m Abbaubreite erreichte. Die Querschläge stehen, abgesehen von einigen wenigen Stellen, an denen schmale Schichten von Carnallit, Hartsalz, Sylvinit und Anhydrit durchfahren wurden, ausnahmslos im Jüngeren sowie im Älteren Steinsalz. Die streichende Strecke nach Westen am Blindschacht II steht ebenfalls im Steinsalz. Die anderen streichenden Untersuchungsstrecken im Südfeld folgen den Hartsalzlagern. Die 480-m-Sohle diente vornehmlich als Hauptwettersohle.
- Die 580-m-Sohle war die Hauptfördersohle (Profil 3,50 × 2,30 m) und hatte ein nach Norden und Süden ausgemauertes Füllort. Sie erschloss im Norden ein Steinsalzfeld (Älteres Steinsalz), in dem vier Abbaue im sogenannten „Firstenbauverfahren“ (heute richtiger als offener Kammerbau in mehreren Scheiben mit firstenartigem Verhieb bezeichnet) bei maximal 103 m Länge, 22 m Breite und 16,5 m Höhe angelegt wurden. Das geförderte Salz wurde als Speise- und Gewerbesalz verkauft. Im Süden wurden die Hartsalzlager A und B sowie das sogenannte nördliche und das C-Carnallit-Lager abgebaut. Die Breite dieser ebenfalls als Firstenbauverfahren (heutige Bezeichnung: streichen der Firstenstoßbau mit und ohne nachträglichem Versatz) angelegten Abbaue erstreckte sich über die gesamte Mächtigkeit der steilstehenden Lager und maß bis zu 45 m. Die Höhe dieser Abbaue betrug bis 22,2 m, die Abbaulänge bis 52 m. Letztere war zumeist begrenzt durch die notwendigerweise stehen zulassenden Sicherheitspfeiler gegenüber Strecken und Abbauen. Der nach SW auf der III. 580-m-Sohle aufgefahrene Querschlag durchörterte in 28 m von der Schachtmitte ein circa 5 m mächtiges Hartsalzlager und anschließend ein Carnallitlager von gleicher Mächtigkeit. In einer späteren Ergänzung vom 13. Februar 1918 wird das Carnallitlager mit 15 m, das Hartsalzlager mit 8 m und das Schichteneinfallen mit 80–90° angegeben.

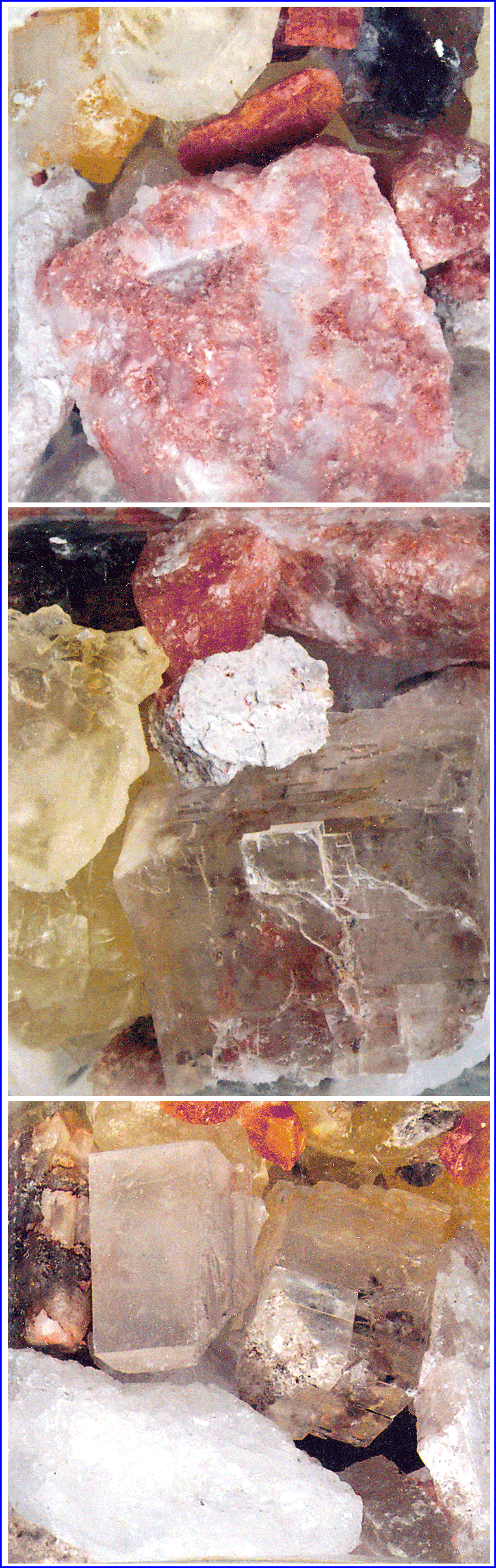
Salzproben aus dem Kali- und Steinsalzbergwerk Conow (hier u. a. zu sehen: Hartsalz, Kainit, Sylvin, Carnallit und Steinsalz)

- Die 706-m-Sohle, vom Blindschacht I aus im Profil 3,50 × 2,30 m erschlossen, wurde nach Norden nur bis unter den Hauptschacht gefahren und später, insbesondere für die Wetterführung, mit diesem verbunden. Diese dennoch als „Hauptquerschlag“ nach Süden bezeichnete Strecke steht ebenfalls im Steinsalz. Hier im Südfeld wurden die in die Tiefe reichenden Hartsalzlager A und B und das Carnallitlager C abgebaut. Die Bauhöhe im Hartsalzlager A erreichte maximal 22 m, im Lager B und C blieb sie auf 12,2 m beschränkt. Die Breite der Abbaue umfasste die gesamte Lagerstättenbreite.

Die folgend aufgelisteten Teilsohlen (Zwischensohlen) wurden zur Vorrichtung der Abbaufelder, zur Wetterführung und/oder zur unmittelbaren Abbauvorrichtung selbst angelegt.
- Die 500-m-Teilsohle stellt lediglich die Liegendstrecke des „Stoßbaus“ im Südfeld der 480-m-Sohle dar. Sie war nirgends durchschlägig.
- Die 530-m-Teilsohle, von den Blindschächten II und III entwickelt, erschloss durch einen Abbau das Hartsalzlager A und durch zwei Abbaue das Hartsalzlager B. Die Breite dieser Abbaue erfasste ebenfalls die gesamte Lagerstättenmächtigkeit; die Abbauhöhe blieb auf 4,5 m beschränkt. In Streichrichtung steht diese Sohle im Hartsalz mit einer Breite bis zu 5 m. Querschlägig[Fb. 3] steht sie im Steinsalz mit einer Breite zwischen 3 und 5 m. Sie war für eine geordnete Wetterführung erforderlich.
- Die 560-m-Teilsohle wurde vom Blindschacht V aus als Versatzstrecke für die Carnallitbaue 5, 6 und 7 des Lagers C der 580-m-Sohle angesetzt. Der Blindschacht V, erst 1922 begonnen, wurde als „Versatzhochbruch“ bezeichnet. Die von ihm abgehenden 550- und 570-m-Sohlen hießen Teilsohle B und A. Teilsohle B erreichte nur etwa 25 m Länge. Teilsohle A diente als Wetter- und Versatzstrecke des Carnallitlagers C. Sie hatte im südöstlichen Feldesteil über die Blindschächte III und V, im südwestlichen Feldesteil über den Versatzhochbruch Verbindung zur 580-m-Sohle.
- Die 635-m-Teilsohle war Kopfstrecke für die aus der 645-m-Teilsohle. Letztere erschloss ein westlich der Hauptquerschläge in einer Staumasse anstehendes Carnallitlager, das ebenfalls ein ostwestliches Streichen aufweist. Diese Teilsohle stand im Steinsalz, das von schmalen Carnallitschnüren durchsetzt war. Die hier angelegten Abbaue 1 und 2 erstrecken sich in ihrer Breite über die ganze, bis zu 22 m betragende Lagerstättenmächtigkeit. Die Bauhöhe betrug 12,2 m.
- Die 686-m-Teilsohle, vom Blindschacht IV zum Abbau Osten 1 (C.1.0.) der 706-m-Sohle vorgetrieben, sollte als Versatzstrecke für diesen langgestreckten und hohen Abbau dienen.
- Im Hangenden des Abbaus C.1.0. wurde die 696-m-Teilsohle nach Norden ins Ältere Steinsalz vorgetrieben. Hier wurde eine sogenannte Bergemühle[Fb. 4] angelegt, aus der die Abbaue C.1.0., C.2.0. und C.3.0. bis auf Teilsohlenhöhe versetzt werden sollten. Gleichzeitig wurde vom Blindschacht IV im Gegenort versucht, die 696-m-Teilsohle an das Westfeld anzuschließen.

Trotz der Vielfalt der durch die geologischen Verhältnisse bedingten grundrisslichen Formen der Kalisalzabbaue lässt sich jedoch annähernd folgendes vereinfachtes Abbauschema zusammenfassen:
Streichender Verhieb: Die Verhiebsbreite entspricht der Lagerstättenmächtigkeit. Die Länge der Abbaue ist mächtigkeitsabhängig und beträgt bei über 8 m Lagerstättenmächtigkeit bis zu 50 m, unter 8 m Lagerstättenmächtigkeit bis zu 100 m Abbaulänge.
Zwischen den Abbauen wurden Pfeiler von circa 10 m Stärke belassen. Überstieg die Abbaubreite 15 m, erhielt jeder dritte Pfeiler eine Stärke von circa 15 m. Die Höhe der Firsten erreichten im Carnallitit 12,20 m, im Hartsalz bis zu 24 m. Die Grubenbaue – mit Ausnahme des Hauptschachtes bis zur Teufe von 593,80 m und des Füllortes der 580-m-Sohle – standen durchweg ohne Ausbau. In die gebrächen (bergmännischer Ausdruck für wenig Standfestigkeit) Carnallit-Abbaue wurde Trockenversatz eingebracht. Dieser bestand aus Steinsalz oder vertaubtem (minderwertigem) Hartsalz aus den Streckenauffahrungen und aus der Bergemühle, aus dem aus der übertägigen Salzmühle ausgeklaubten Steinsalz, aus gelöschter Kesselhausasche und aus Material der Bergehalde, die beim Abteufen des Schachtes Conow und der Streckenauffahrungen angelegt war. Der Versatz wurde durch Versturz („Hineinkippen“ von Materialien) eingebracht. Einzelne Abbaue sind unversetzt geblieben, andere liegen noch bis unter die First voll Haufwerk.
In den Abbauen wurden die Rohsalze per Hand mittels Schaufeln in die Förderwagen geladen. Die Förderung der beladenen Förderwagen erfolgte auf verlegten Grubenbahn-Schienen – entweder von Hand oder durch offene (per Haspel) und geschlossene Seilförderung (sogenannte „Endlos-Seilbahn“; vergleichbar dem Ski-Lift-System). Die Förderwagen wurden mittels Mitnehmergabeln vom umlaufenden Stahlseil „mitgenommen“ (eine Mitnehmergabel ist eine feste gabelförmige Vorrichtung auf dem Förderwagen, in die das Förderseil eingelegt wird). Das Bergwerk war durch die normalspurige Bahnstrecke Malliß–Conow erschlossen.
Die Arbeiten im Gruben- und Übertagebetrieb verliefen den Zechenbucheintragungen und archivierten Bergamtsaufzeichnungen nach im Vergleich zu den seinerzeit betriebenen anderen Kaliwerken Deutschlands ohne besonderen Störungen. Leider waren aber auch im Kaliwerk Conow 5 tödliche Unfälle (zwei im Jahr 1913; je einer 1914, 1922 und 1925) sowie ein tödlicher Unfall in der dem Kaliwerk angeschlossenen Braunkohlengrube Malliss im Jahre 1925 zu beklagen. Eine größere Betriebsstörung ereignete sich im März 1922. Im Wettertrum des Hauptschachtes (vergleiche Abbildung rechts: Schachtscheibe Conow) erfolgten zwei Abstürze gesinterten Salzes, das durch Eindringen von Salzwasser durch undichte Stellen in der gusseisernen Tübbingsäule bei circa 140 m Teufe (im Gipshutbereich) entstanden war. Im Wettertrum der Einzelschachtanlage Conow wurden die aus der Grube ausströmenden warmen Wetter geführt. Diese warme Luft entzog den stark salzhaltigen zusickernden Lösungen das Wasser und somit bildeten sich im Laufe der Zeit zentnerschwere Salzausscheidungen, die infolge ihrer Eigenlast plötzlich abstürzten und insbesondere die darunter befindlichen hölzernen Einstriche der Schachteinbauten zerschlugen. Die Schachtreparaturen dauerten vom 17. März bis zum 3. April 1922. Durch Einpressen von Zementmilch hinter diesen Tübbingbereich konnte wieder Dichtheit erreicht werden. Die Schwere dieser Abstürze muss jedoch enorm gewesen sein, denn selbst die Presse berichtete über diese Betriebsstörung.
Mehr auf geotektonische als auf subrosive Einwirkungen sind die im Grubenbereich angetroffenen Klüfte, Risse und Racheln in verschiedenen Salzschichten zurückzuführen. So zum Beispiel eine Kluft auf der 500-m-Sohle nach Norden, die durch ein auf der 706-m-Sohle nach Norden gestoßenes Horizontal-Bohrloch (im Bohrprofil als „Rachel“ bezeichnet mit 1,1 m Weite) nachgewiesen wurde. Eine weitere Kluft ist im September 1921 im Abbau 2 der 645-m-Sohle entdeckt worden. In Höhe der First befand sich ein Hohlraum von circa 0,5 m Durchmesser und 5–6 m Länge, der mit losem Carnallitit angefüllt war. Auch in der streichenden Strecke nach Westen (nördliche Lagergrenze des östlichen Carnallitlagers der 580-m-Sohle, vor der Umbiegungsstelle des Carnallitlagers nach Süden) wurde ebenfalls im September 1921 bei Streckenlänge 75,2 m ein Hohlraum von etwa 3,5 m Breite, 4 m Länge und 10 bis 12 m Höhe angetroffen. Dieser Hohlraum hatte ungefähr elliptischen Querschnitt mit scharf begrenzter Rutschfläche am westlichen Stoß; in ihm lagen etwa 130 Wagen Carnallitit mit durchschnittlich 11,7 % K2O.
Das Auftreten von Lauge in einer Untersuchungsstrecke im Südostfeld der 580-m-Sohle im Jahre 1924 veranlasste die Bergwerksverwaltung zur Einstellung jeglicher Sprengarbeiten in diesem Revier. Abdämmungsmaßnahmen wurden zwar vorbereitet, jedoch nach Rückgang der Laugenzuflüsse nicht fertiggestellt (zu Einzelheiten über die Laugensituation siehe: Laugenzuflüsse in die Salzbergwerke Südwest-Mecklenburgs).
In einem Vermerk des Mecklenburg-Schwerinschen Bergamtes vom 26. Juli 1925 heißt es wörtlich: „Die unterzeichnende Bergbehörde steht es nicht an, zu erklären, dass seit Eintritt dieser Umstände – die eine im Gebirgsbau der mecklenburgischen Kalisalzlager begründete besondere Laugengefährdung zu erweisen scheinen – auf eine lange Lebensdauer des Kalibergwerkes Conow nicht mehr zu hoffen war, dass vielmehr die Wahrscheinlichkeit einer Verschlimmerung der Zuflüsse und somit, da Absperrmaßnahmen erfahrungsgemäß wenig Erfolg versprechen, eines Ersaufens der Grubenbaue nahegerückt war“.

### Fabrikbetrieb
| Monat     | Kainit | Carnallit | Steinsalz | Ausgeklaubt | Versetzt | Gesamtförderung | pro Schicht | Ruhetage |
| --------- | ------ | --------- | --------- | ----------- | -------- | --------------- | ----------- | -------- |
|           | Tonnen | Tonnen    | Tonnen    | Tonnen      | Tonnen   | Tonnen          | Tonnen      | Anzahl   |
| Januar    | 1408,0 | 7276,6    | 914,6     | 61,6        | 186,1    | 9599,2          | 400,0       | 0        |
| Februar   | 1155,3 | 6990,9    | 998,8     | 55,2        | 328,6    | 9145,0          | 415,67      | 0        |
| März      | 694,3  | 7490,9    | 518,2     | 47,8        | 516,5    | 8703,4          | 395,6       | 4        |
| April     | 235,9  | 5052,7    | 965,8     | 31,9        | 242,6    | 6254,4          | 481,1       | 10       |
| Mai       | 368,55 | 5211,6    | 1660,6    | 40,0        | 118,7    | 7240,75         | 517,2       | 10       |
| Juni      | 987,2  | 6998,1    | 1275,7    | 79,7        | 363,9    | 9261,0          | 419,6       | 4        |
| Juli      | 250,4  | 7458,5    | 1936,6    | 53,8        | 321,1    | 9645,5          | 401,9       | 2        |
| August    | 676,9  | 8255,2    | 1212,5    | 64,5        | 460,0    | 10144,6         | 390,2       | 0        |
| September | 197,25 | 4519,7    | 1365,0    | 30,6        | 128,2    | 6081,95         | 405,5       | 6        |
| Oktober   | 215,9  | 4595,2    | 2256,9    | 28,9        | 233,1    | 7068,0          | 353,4       | 8        |
| November  | 83,1   | 3878,0    | 1952,8    | 23,5        | 206,5    | 5913,9          | 394,3       | 9        |
| Dezember  | 160,2  | 4661,6    | 5223,1    | 32,9        | 259,8    | 10044,9         | 558,05      | 3        |

Auf dem Schachtareal Conow wurde das geförderte Salz nur gemahlen und zwischengespeichert. Die Rohsalz-Mühle besaß zwei Systeme von je 35 t. Die Fabrikation erfolgte in der Fabrik von Friedrich Franz [gemeint ist die benachbarte Schachtanlage Friedrich Franz Lübtheen], mit der ein entsprechender Vertrag abgeschlossen war. Die Fabrik wurde im Jahre 1916, als der Friedrich-Franz-Schacht ersoffen war, durch die Gewerkschaft Conow käuflich erworben. Der Lagerschuppen für die gemahlenen Rohsalze hatte einen Speicher-Raum von 10.000 t. Das Fördergut wurde in einer Rohsalzmühle in der Fabrik Lübtheen mit drei Mahlsystemen und einer Chlorkalium-Fabrik verarbeitet. Von den 3 Mahlsystemen diente eines der Verarbeitung des Fabriksalzes, das zweite der Herstellung der Handelsmarke Kainit und das dritte der Vermahlung von Steinsalz. Jedes System hatte eine Leistungsfähigkeit von 40–45 Tonnen pro Tag. Die Fabrik erzeugte Chlorkalium und hochprozentiges Düngesalz sowie größere Mengen schwefelsaurer Salze. Sie verarbeitete rd. 500 t am Tage. Als Nebenprodukte wurden Steinsalz, Chlormagnesium (Magnesiumchlorid), Blockkieserit, Brom und wahrscheinlich auch Bittersalz hergestellt. Die Endlaugen der Fabrik wurden durch eine 17 km lange gusseiserne Rohrleitung der Elbe zugeleitet, wobei die Abwässerkonzession unbeschränkt war.
Im Jahr 1923 mussten infolge Absatzmangels wiederholt Feierschichten eingelegt werden: im März 4; im April 10; im Mai 10; im Juni 4; im Juli 2; im September 6; im Oktober 8; im November 9; im Dezember 3. Die Tabelle Schachtförderung im Jahr 1923 soll dem Leser die schwierige wirtschaftliche Situation des Kaliwerkes näher bringen.

## Stilllegung
Zu Beginn des 20. Jahrhunderts erlebte die Bohrtätigkeit in Deutschland nach der Suche von Salz- und Steinkohlenlagerstätten einen wahren Boom. Die technisch-technologischen Verbesserungen der Bohranlagen – seinerzeit war es z. B. schon möglich, mittels Diamantbohrkronen vollständige Bohrkerne in salinaren Gesteinsschichten zu gewinnen – und die finanzielle Bereitschaft der Bankwirtschaft zur Ausreichung entsprechender Kredite für die Suche und Erkundung neuer Lagerstätten, führten über Mutungsanträge letztlich zum Erwerb neuer Lagerstättenfelder. Um die Ausuferung der Schaffung immer neuer Kaliwerke (sowie Steinkohlengruben) und damit Überproduktionen zu unterbinden, beschloss der Preußische Landtag auf Antrag des Abgeordneten Karl von Gamp-Massaunen unter anderem das „Gesetz, betreffend die Abänderung des Allgemeinen Berggesetzes vom 24. Juni 1865/1892, vom 5. Juli 1905 (G.B, S. 265)“, so bezeichnet als Lex Gamp. Es führte zunächst zu einer vorläufigen Mutungssperre von zwei Jahren auf Kalisalze und Steinkohle. Das bedeutete, dass nur der Staat Bergwerkseigentum erwerben konnte. Dieser konnte es in Form eines zeitlich beschränkten dinglichen Gewinnungsrechts Dritten übertragen.
Die Lex Gamp war der Beginn weiterer staatlicher Eingriffe zur Vermeidung von Monopolbildungen bis hin zur Regulierung von Preisen und die durch maßlose Zunahme von Kalibergwerken bedingte Überproduktion. Auch die sogenannte Stilllegungsverordnung vom 22. Oktober 1921 („Verordnung betreffend Abänderung der Vorschriften zur Durchführung des Gesetzes über die Regelung der Kaliwirtschaft vom 18. Juli 1919“, Reichs-Gesetzblatt S. 663) diente der Regulierung des Kali-Marktes.
Im § 83a dieser Verordnung heißt es (hier im 1. Absatz des § 83a, für das Werk Conow zutreffend): „Eine Änderung der für die Einschätzung maßgebenden Verhältnisse bleibt bis zum 31. Dezember 1953 auf den Fortbestand und die Höhe der Beteiligungsziffer derjenigen Werke ohne Einfluss, die bis zu diesem Zeitpunkt freiwillig stillgelegt werden. Eine dahingehende unwiderrufliche Erklärung ist bis zum 1. April 1923 (verlängert bis 31. Dezember 1926) der Kaliprüfungsstelle abzugeben. Diese setzt unter Berücksichtigung der wirtschaftlichen Verhältnisse, insbesondere der Salzvorräte, den Zeitpunkt fest, bis zu dem die Stilllegung durchgeführt sein muss; einer Verlängerung dieser Frist über den 1. April 1924 hinaus ist nicht zulässig. Eine Stilllegung im Sinne dieses Absatzes bedingt, dass jede Förderung von nutzbaren Mineralien aus dem stillgelegten Schachte unterbleibt. Ausnahmen kann nur der Reichswirtschaftsminister nach Anhörung des Reichskalirates und der Kaliprüfungsstelle bewilligen“.
Durch kriegsbedingten Arbeitskräftemangel sowie der wirtschaftlichen Probleme nach Ende des Ersten Weltkrieges blieben die Förderleistungen im Kaliwerk Conow auf niedrigem Niveau. In Deutschland wurden in den Jahren 1925/26 etwa 40 Prozent aller Kaliwerke stillgelegt oder befristet gestundet. Von den im Jahre 1921 in Deutschland befindlichen 147 Kaliwerken wurden 79 Werke endgültig stillgelegt. Von dieser Entwicklung betroffen war auch das Conower Werk, das sich als einzeln tätiges Unternehmen im Gegensatz zu den größeren Kalikonzernen mit mehreren Schachtanlagen dem sich verschärfenden Wettbewerb nicht stellen konnte.
Die Stilllegung der Gewerkschaft wurde durch die Mehrheit der Gewerken auf der Gewerkenversammlung in Berlin am 29. Dezember 1925 beschlossen. Den für Conow durch das Kalisyndikat von 1919 staatlich festgesetzten Lieferanteil an Kaliprodukten verkaufte die Gewerkschaft an den Westeregeln-Konzern für 3 Millionen Mark. Die gesamte Anlage wurde 1926 stillgelegt und das Gruben-Hohlraumvolumen (circa 320.800 m3) durch Einleitung von mineralisierten Lösungen aus dem Deckgebirge geflutet.
Der Geologe Ernst Fulda berichtet 1926 über die Salzlagerstätte des zur Stilllegung angemeldeten Kaliwerkes Conow. Im Jahre 1936 begutachtete er u. a. die Sicherheit der Tagesoberfläche über den Grubenbauen des inzwischen stillgelegten Kali- und Steinsalzbergwerk Conow.

## Flutung
| Strecken            | circa 92.200 m3  |
| Abbaue (unversetzt) | circa 211.000 m3 |
| Blindschächte       | 2.400 m3         |
| Hauptschacht        | 15.200 m3        |
| gesamt              | circa 320.800 m3 |

Die Stilllegung war bis zum 31. Dezember 1953 befristet. Durch das Fluten des Grubengebäudes sollte eine sichere Verwahrung bis zur Wiederinbetriebnahme erreicht werden. Um nicht mit Süßwasser zu fluten, sollte das in zahllosen Spalten und Klüften des Salzhutes (Teufenbereich 51–160 m) anstehende Salzwasser zur Flutung verwendet werden. Die vor dem Fluten noch offenen Hohlräume listet die rechts stehende Tabelle.
Vor dem Fluten der Grubenbaue wurden alle noch zu verwertenden Einrichtungsgegenstände ausgebaut. Zur Einleitung des Salzwassers in das Grubengebäude wurden bei 120 m Teufe die Tübbinge angebohrt und drei Hochdruckhähne installiert.
Die Aufzeichnungen geben an, dass an den Zapfstellen ein Druck von 13,2 at gemessen wurde. Die Dichte des Salzwassers betrug 1,202 g/cm3.
Das Fluten begann am 7. August 1926. Das Salzwasser wurde mittels einer an einem Spurlattenstrang der Nebenförderung befestigten rechteckigen Holzluttentour (100 × 200 mm) zum Füllort der 480-m-Sohle und von dort mittels eines Krümmers in die östliche Strecke geleitet. Der weitere Flutungsweg verlief über den Hauptquerschlag nach Süden, über den Blindschacht II zur 580-m-Sohle, weiter durch die östlichen Baue zum Wetterbohrloch, sodann zur 645-m-Sohle und über den Blindschacht I zur 706-m-Sohle. Zur Einhaltung dieses Weges wurden schwache Staudämme errichtet. So z. B. auf der 580-m-Sohle in der vom Hauptquerschlag zum Blindschacht II führenden diagonalen Seilbahnstrecke, um das unmittelbare Vordringen des Wassers zum Schacht zu verhindern.
Zum Flutungsvorgang gibt der Betriebsführer v. Boremski in seiner Dokumentation den Beginn mit der Einleitung von 192 m3 Gipshutwässern am 7. August 1926 an. Kumulativ wurden nach dieser Dokumentation insgesamt 281000 m3 bis zum 30. April 1927 eingeleitet (an manchen Tagen bis zu 5000 m3). Berechnungen zufolge überstieg eine solche Menge die Ergiebigkeit der geöffneten Flutungshähne, sodass außer den Gipshutwässern noch erhebliche Mengen an Süßwasser von über Tage aus eingeleitet worden sein müssen. Während des Flutens wurden die Wasserstände in fünf in der Nähe befindlichen Brunnen beobachtet. Veränderungen, die im Fluten begründet sein könnten, wurden nicht festgestellt.
Nach dem Anstieg des Wassers bis zu den Zapfstellen in der Schachtröhre wurden laut Aufzeichnungen der Bergwerksverwaltung diese geschlossen. Der darüber befindliche Schachtröhrenbereich wurde mit Süßwasser gefüllt. Wie aus obiger Tabelle zu ersehen, betrug rein rechnerisch das Gesamthohlraumvolumen aller Grubenbaue circa 320.800 m3. Da jedoch selbst bei einer gelenkten Flutung eines Bergwerkes lufterfüllte Hohlräume verbleiben, ist die genaue Menge der in das Salzbergwerk Conow eingeleiteten Wässer nicht exakt zu beziffern.
Im Auftrag des Oberbergamtes Halle/Saale befuhr Bergrat Ludwig Tübben – Professor für Bergbaukunde an der Bergakademie Berlin und später an der Königlich Technischen Hochschule zu Berlin – am 28. August 1926 die in der Flutung befindliche Schachtanlage Conow. Er berichtete, dass die lösungsbedingten Zerstörungen an den Streckenstößen im Hartsalz unwesentlich und nur in geringem Umfang im Steinsalz und Carnallit bemerkbar waren. Auch die bekannten alten Laugentropfstellen in der Grube zeigten sich unverändert.
Das Zechenbuch der Schachtanlage wurde mit Datum vom 8. März 1928 geschlossen.

## Demontage des Werkes
Nach der Demontage des Fördergerüstes und der Haupt- und Nebenfördermaschinengebäude im Jahre 1927 wurde der Zugang zur Schachtröhre durch eine Ringmauer mit eingelassenem Schienenrost gesichert. Über den weiteren Abriss von Baulichkeiten, zum Beispiel des großen Speichers oder der Mahlanlage, ist archivalisch nichts dokumentiert. Als Liquidator der Gewerkschaft Conow fungierte Bergrat Loewe. Er verkaufte mit Notarvertrag vom 20. März 1927 dem letzten Betriebsführer von Boremski unter anderem die „Eigentumsparzelle 1“ (das war das gesamte Schachtareal) mit Ausnahme der Schachtöffnung (Kaufpreis 20000 RM). Mit einem weiteren notariellem Kaufvertrag, ebenfalls vom 20. März 1927, wurde von Boremski auch Eigentümer der Doppelhäuslerei Nr. 34 in Conow (das frühere Werkskasino; Kaufpreis 4000 RM). Dieses Grundstück wechselte aber bereits am 27. August 1930 für 10000 GM den Besitzer (neuer Eigentümer wurde der Conower Kaufmann Albert Peters).

## Beseitigung eines Lothindernisses
Mit Erlass der Verwahrungsanordnung der DDR vom 19. Oktober 1971 (GBl. DDR 1971 II S. 621) wurde der Rat des Bezirkes Schwerin für die drei in seinem Territorium liegenden Kaliwerke Jessenitz, Lübtheen und Conow, sogenannte „Grubenbaue alten Bergbaus ohne Rechtsnachfolger“, zuständig.
Nach dem Fluten der Grubenbaue der Schachtanlage Conow im Jahre 1926 wurden ab 1975 neben Archivrecherchen umfangreiche Untersuchungsarbeiten an und in der Schachtröhre durch die Bezirksstelle für Geologie beim Rat des Bezirkes Schwerin (später – durch Eingliederung in den Rat des Bezirkes Schwerin – durch die Abteilung Geologie des Rates des Bezirkes Schwerin) durchgeführt. Dafür galt es, neben anderen Arbeiten, die in der Schachtröhre Conow anstehenden Wässer und Salzlösungen zu entnehmen, zu analysieren und auf ihren Informationsgehalt hinsichtlich eingetretener oder noch zu erwartender negativer subrosiver Prozesse zu prüfen. Diese Lotungs- und Beprobungsarbeiten wurden durch ein unüberwindbares Lothindernis bei etwa 480 m Teufe beeinträchtigt. Diese sogenannte Verspriegelung (bergmännische Bezeichnung für ein die Fahrung hemmendes Hindernis; hier also ein Lot-Hindernis) – seinerzeit für die Steuerung der Flutungswässer bewusst eingebaut – musste letztlich durch eine gezielte Sprengung beseitigt werden (siehe die folgende Fotoserie).
Die Sprengung erfolgte durch einen Messzug des VEB Geophysik Leipzig, Direktionsbereich Bohrlochmessung. Nach der Sprengung war der ungehinderte Zugang für die weitere Entnahme von Lösungsproben bis zur Schachtteufe von 675 m möglich.
Erstmals wurde 1981 versucht, zur Bewertung bereits abgelaufener sowie künftig noch zu erwartender subrosiver Prozesse in Schachtanlagen des Salzbergbaus, den chemischen Informationsinhalt entnommener Wasser- und Lösungsproben aus ersoffenen oder gefluteten Schachtröhren dieser Bergwerke zu nutzen. Die ersten diesbezüglichen Untersuchungen wurden am Schacht Conow durchgeführt.
Nach Vorlage dieser Analysenergebnisse und ihrer physiko-chemischen Interpretation (d. h. Mineralisation der Lösungen in den verschiedenen Teufenbereichen und ihr Bezug zum umgebenden Salzgestein) sind keine weiteren salinaren Auflösungsprozesse im Schachtbereich Conow zu erwarten. Diese Aussagen wurden durch die im Jahre 2004 durchgeführten echometrischen Hohlraumvermessungen bestätigt.

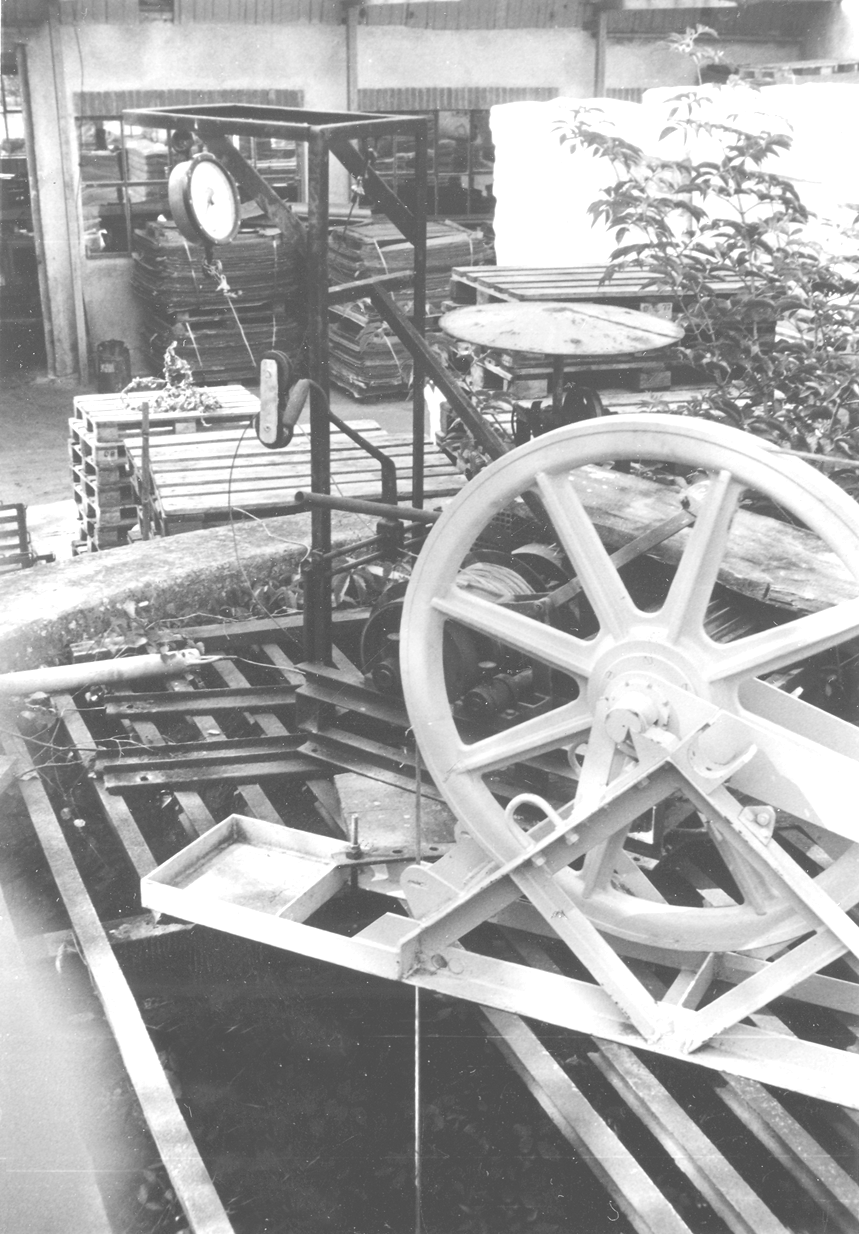
Situation auf der Schachtkopfsicherung
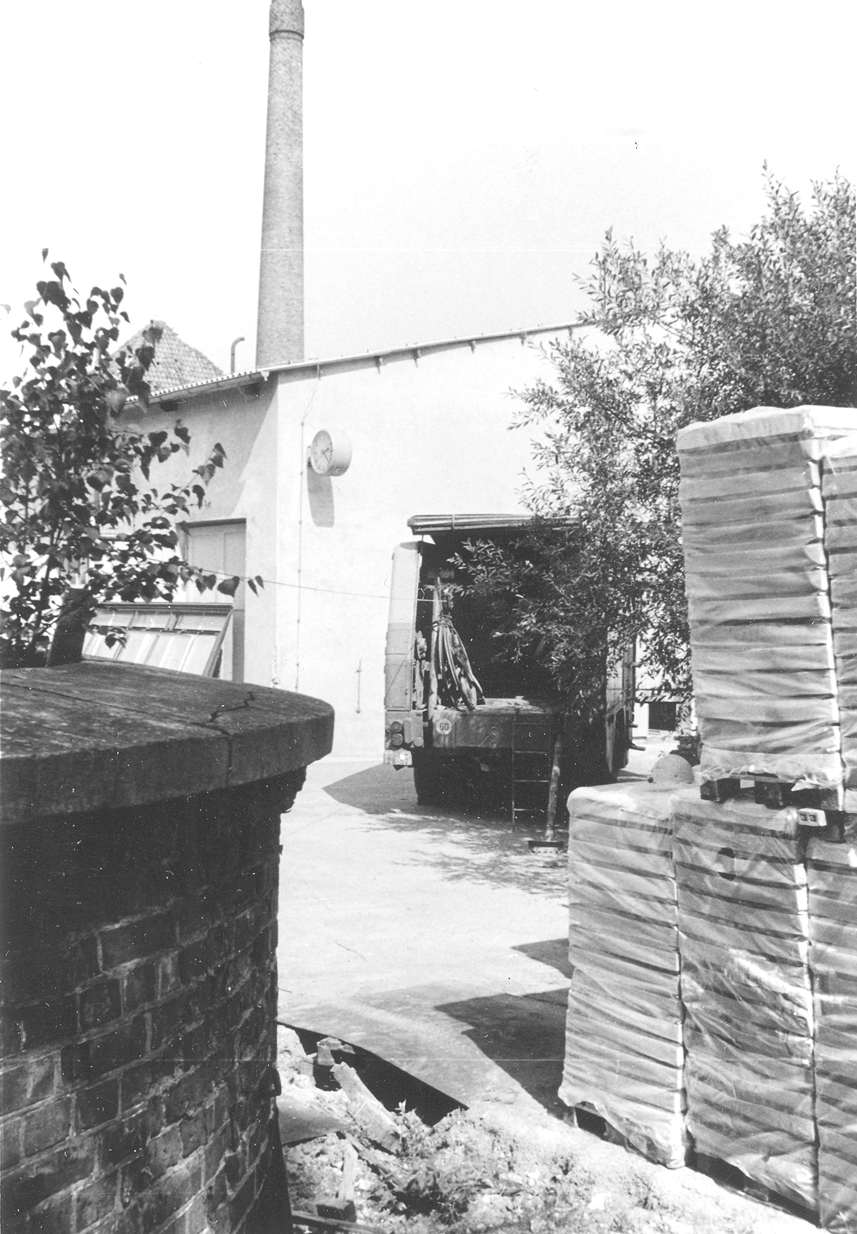
Windenfahrzeug des VEB Geophysik Leipzig
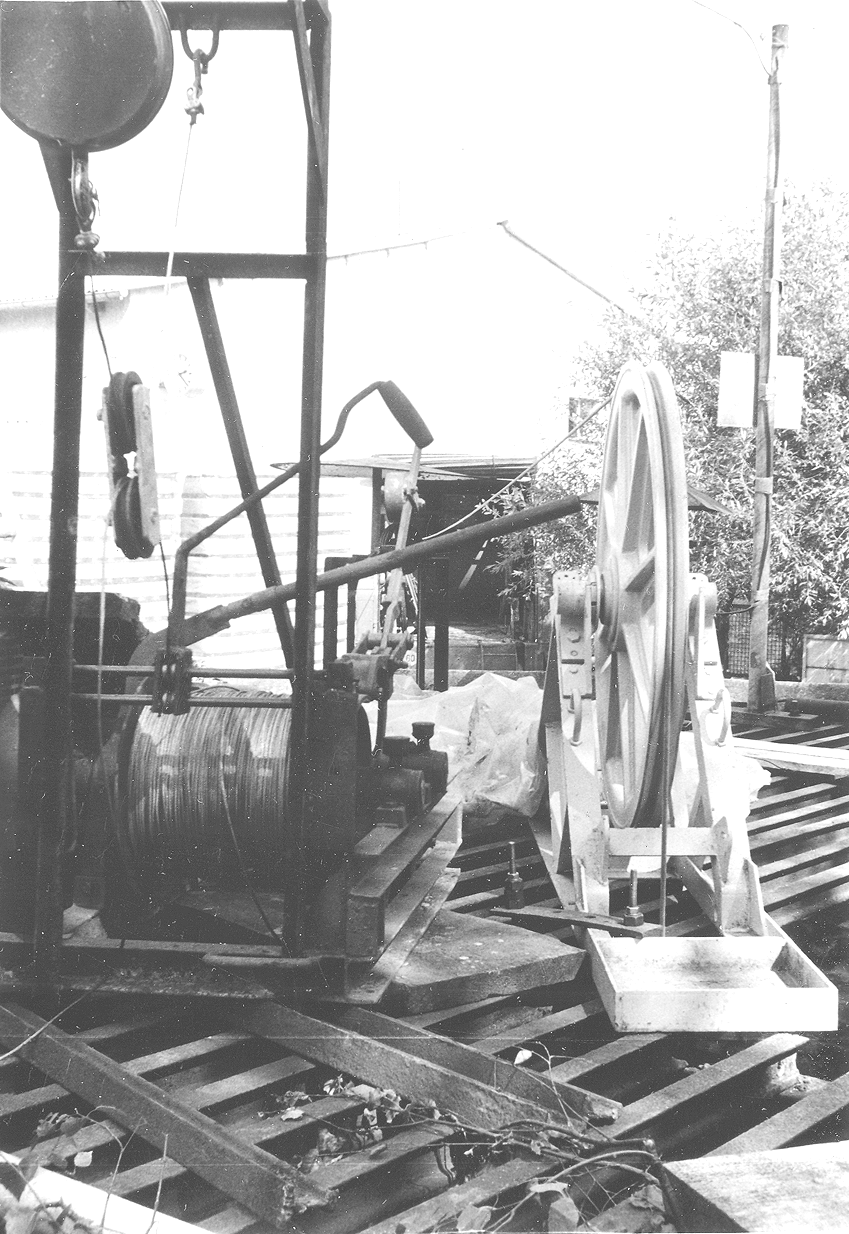
Blick vom Schacht zum Windenfahrzeug
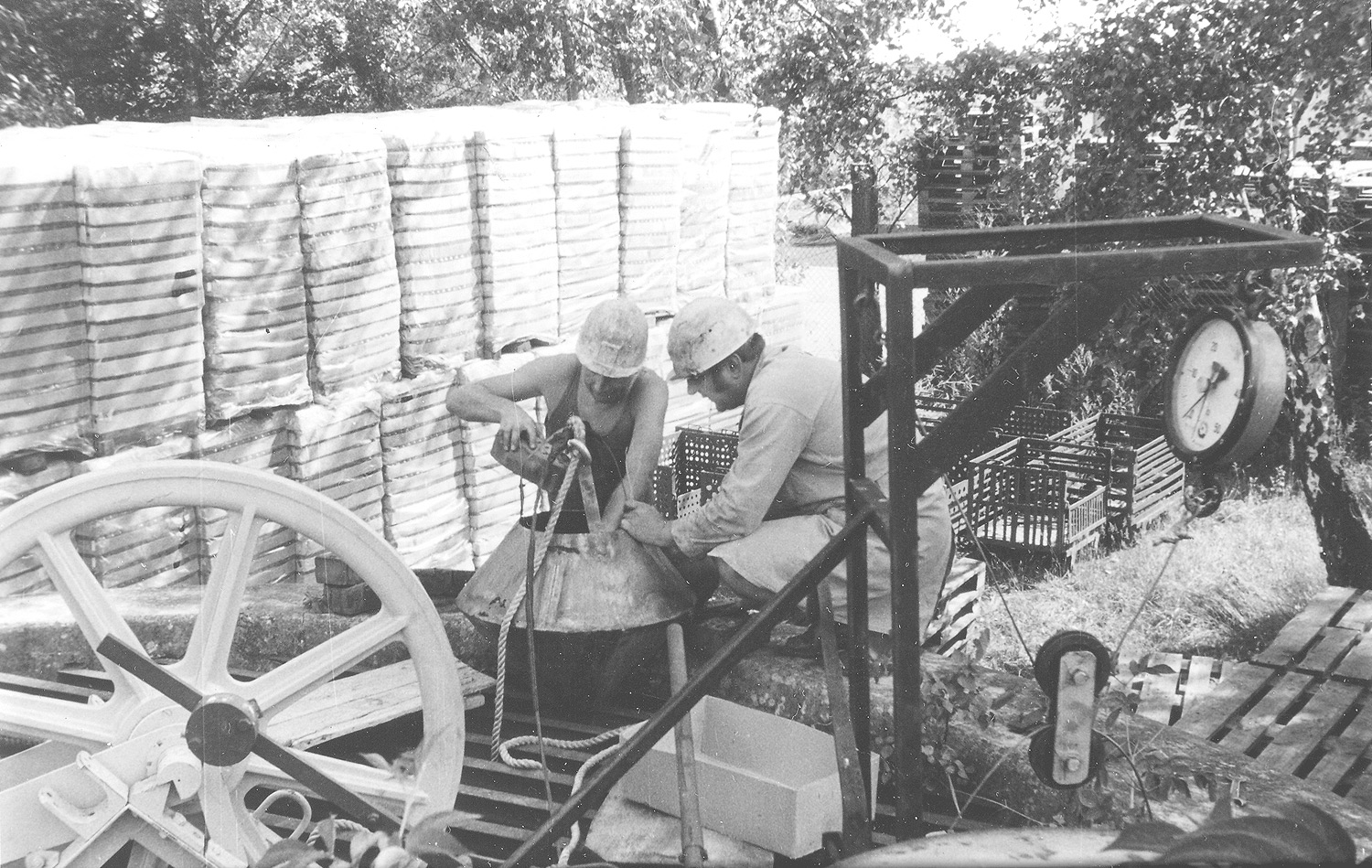
Beladen des Tauchkübels mit Sprengstoff
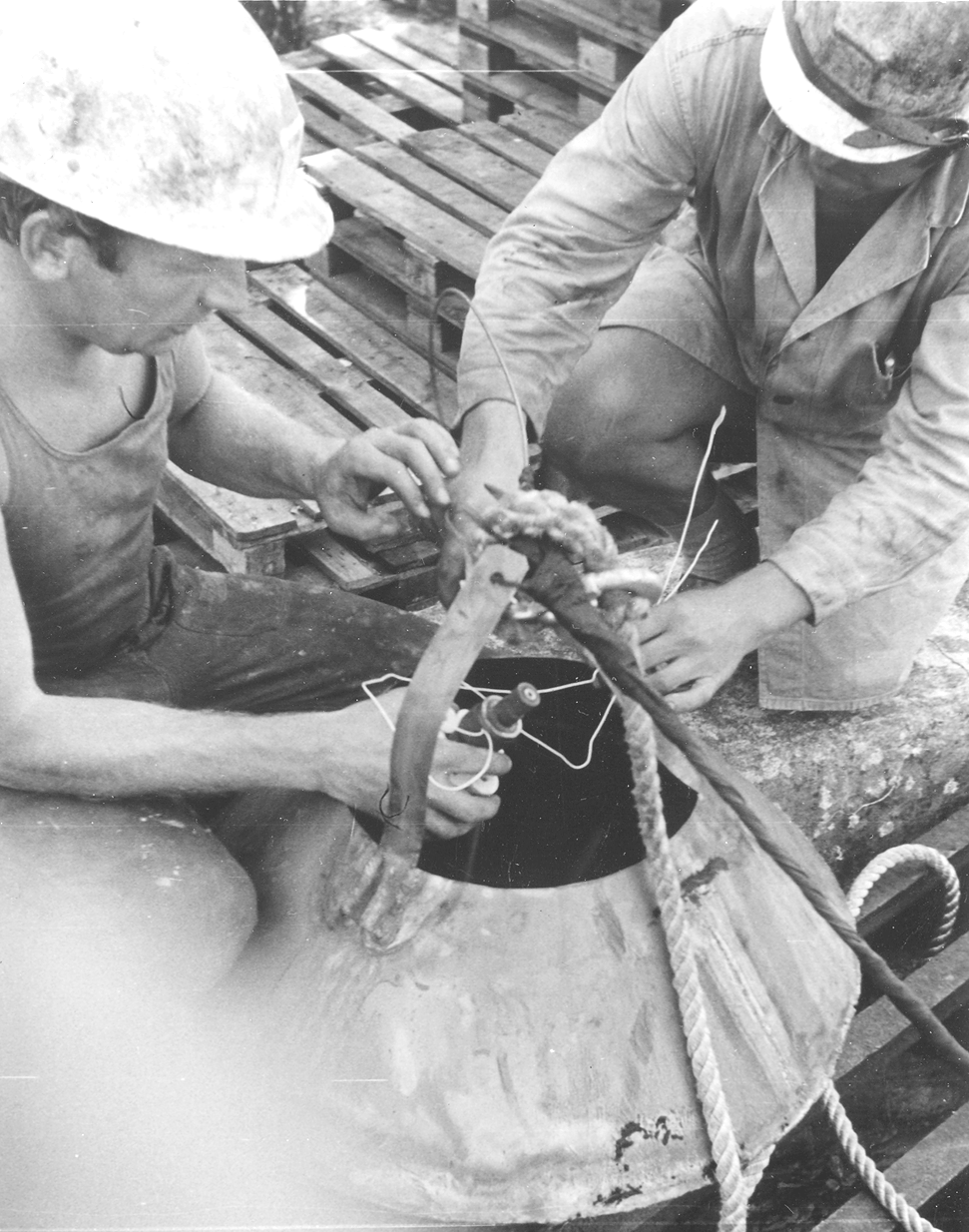
Scharfmachen der Sprengladung
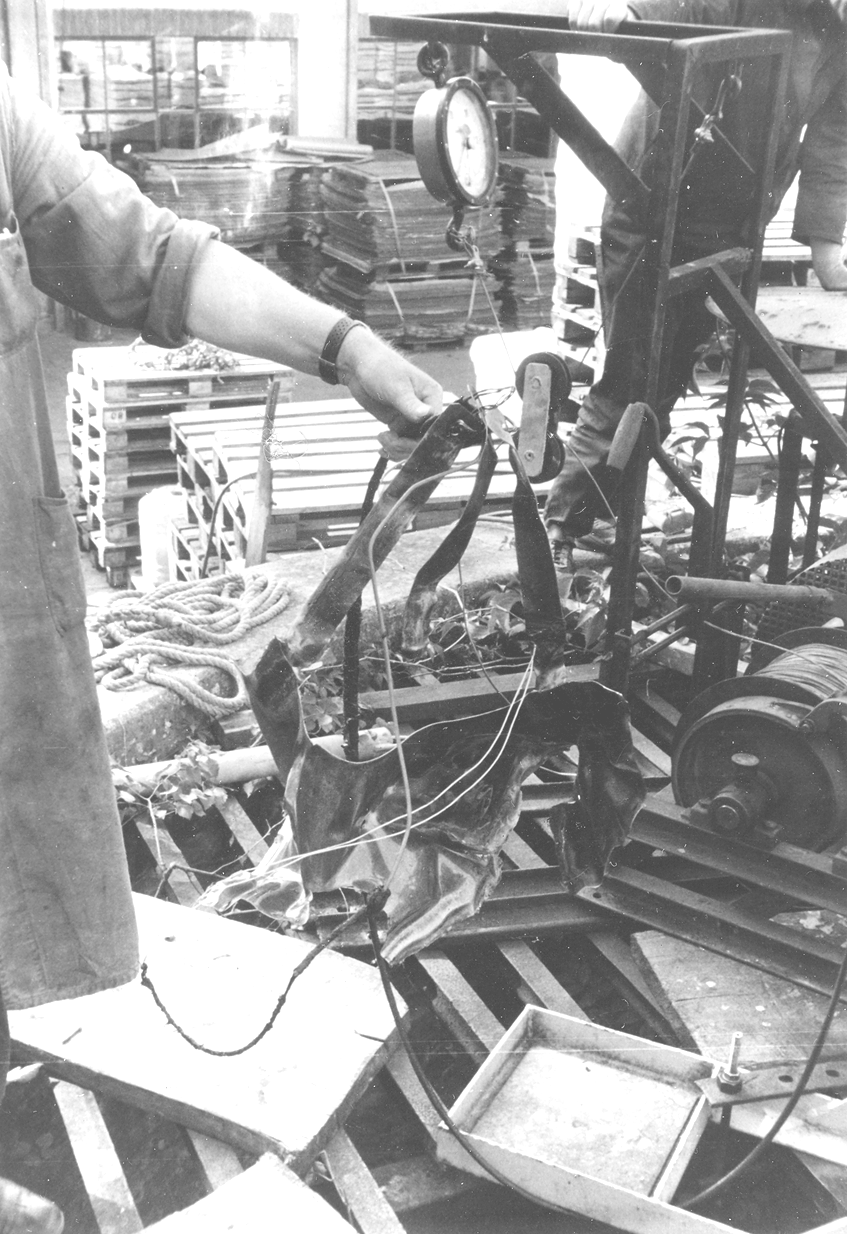
Die „Überreste“ der Sprengvorrichtung

## Weitere Sicherungsmaßnahmen
In den Jahren 1984 bis 1986 wurde die bisherige Ummauerung der Schachtröhre abgerissen und die Schachtöffnung mittels einer Stahlbetonabdeckplatte (Durchmesser 6,51 m) gesichert. In dieser Abdeckung befanden sich eine Einstiegsluke und eine Kontrollluke (beide mit einem Durchmesser von 0,6 m), gesichert mittels gusseiserner Deckel. Auf einer Kontrollbühne 3,26 m unter Flur waren drei Warnanlagen installiert, die Bewegungen oder gar Verbrüche innerhalb der Schachtröhre registrieren sollten. Ihre Meßanker saßen in den Teufenlagen 11,5 m, 40,0 m und 60,0 m.
Der Wetterkanal wurde mit Magerbeton verfüllt und die obere Schachtausmauerung saniert. Nach Abschluss dieser Sicherungsarbeiten verfügte das Bergamt Stralsund einen neuen Sicherheitsradius um die Schachtröhre von 24 m, denn es bestand das Risiko eines plötzlichen Versagens des oberflächennahen Schachtausbaus und des Abstürzens der Stahlbetonplatte, verbunden mit Gefahren für unbeteiligte Dritte und die schachtnahe Bebauung.
Das Nachfolgeunternehmen des ehemaligen „VEB Nordfrucht Conow“ (seit 1992 dem Nestlé-Konzern zugehörig unter dem Namen „WCO Kinderkost GmbH Conow“) bemühte sich in der Folgezeit um die Durchführung einer dauerhaften Verwahrung des Schachtes Conow mit der Zielstellung einer Aufhebung des Schachtsicherheitsbereiches.
Mit der Erarbeitung eines solchen Verwahrungsprojektes beauftragte das Bergamt Stralsund im Jahre 1994 das Unternehmen ERCOSPLAN Ingenieurgesellschaft Geotechnik und Bergbau mbH Erfurt.

## Verwahrung der Schachtröhre
Ziel der Verwahrung war es, mögliche Bruchprozesse im oberflächennahen Bereich über einen Zeitraum von mehreren Jahrzehnten zu verhindern, um so dem ansässigen Unternehmen eine dauerhafte Nutzung der Flächen zu ermöglichen. „Nach Abwägung möglicher Verwahrungsvarianten wurde entschieden, lediglich den Schachtkopfbereich zu sichern und die verbleibende Schachtröhre lösungserfüllt zu erhalten.“
Hierzu wurde von September 1996 bis November 1996 im Bereich der quartären Lockergesteinsmassen von 0 bis 51 m Teufe eine tragfähige Schachtplombe eingebaut. Dazu mussten die festgestellten Verspriegelungen bis 54,5 m Teufe durch Taucher entfernt und unter Wasser eine Schalungsbühne eingebaut (s. Videoclip) werden. Nach dem Herstellen eines Vorpfropfens aus Unterwasserbeton begannen die Sümpfarbeiten und das Rauben der Schachteinbauten. Die Schachtplombe ist eine Stahlbetonkonstruktion, die aus einem Schaft besteht, der den Schacht bis 51 m Teufe ausfüllt und im auskragenden Schachtkopfbereich (⌀ 10 m, circa 1,5 m hoch) verlagert ist. Für die Schachtverfüllung bis zur Rasensohle wurde Beton der Festigkeitsklasse B 25 verwendet. Nach Abschluss der Arbeiten war die Gefahr eines plötzlichen Versagens des obersten Abschnitts des Schachtausbaus dauerhaft beseitigt. In den folgenden Jahren wurde der Zustand durch Senkungsmessungen und Kontrolllotungen regelmäßig überwacht.

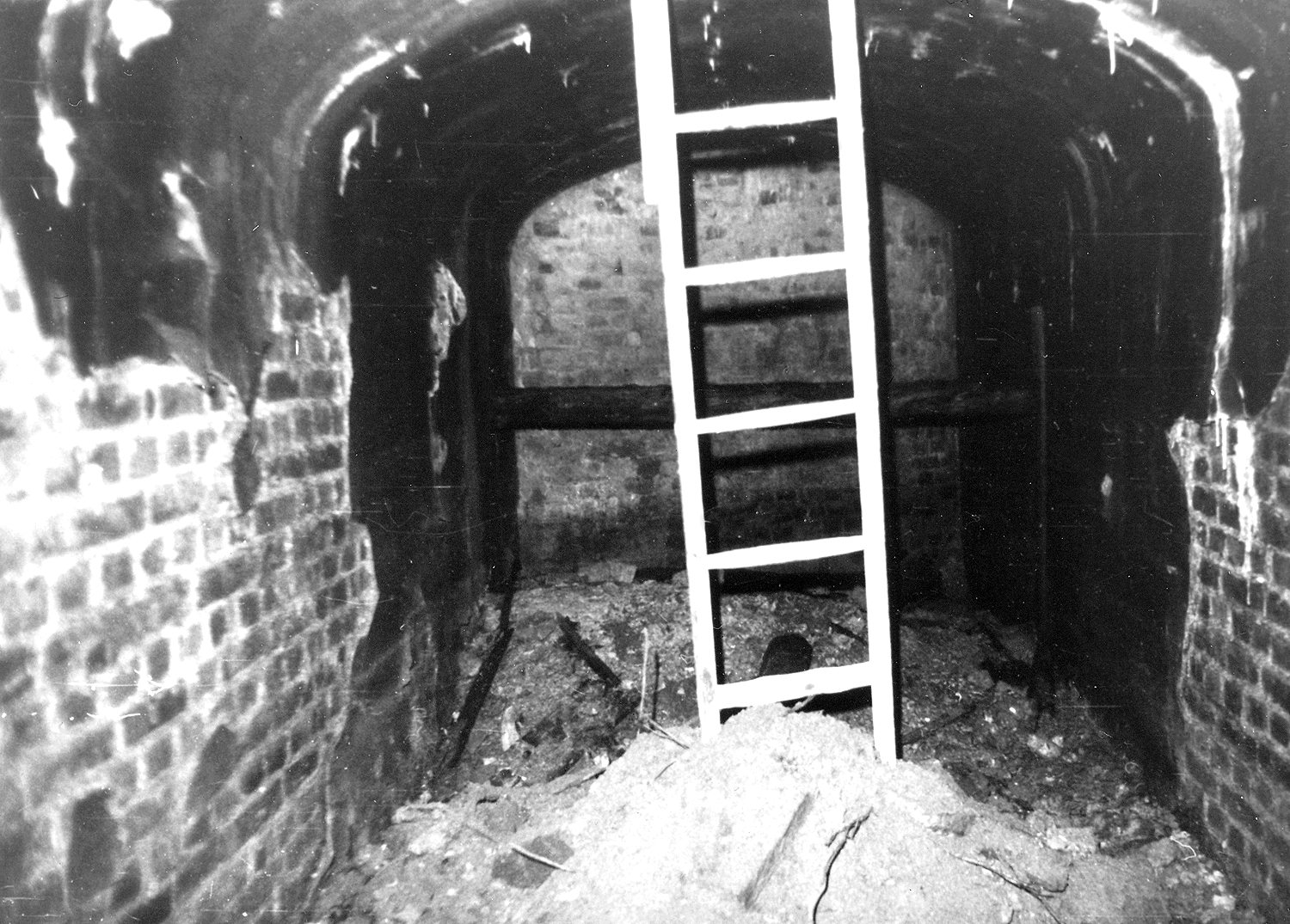
Einstieg in den Wetterkanal im Jahr 1975
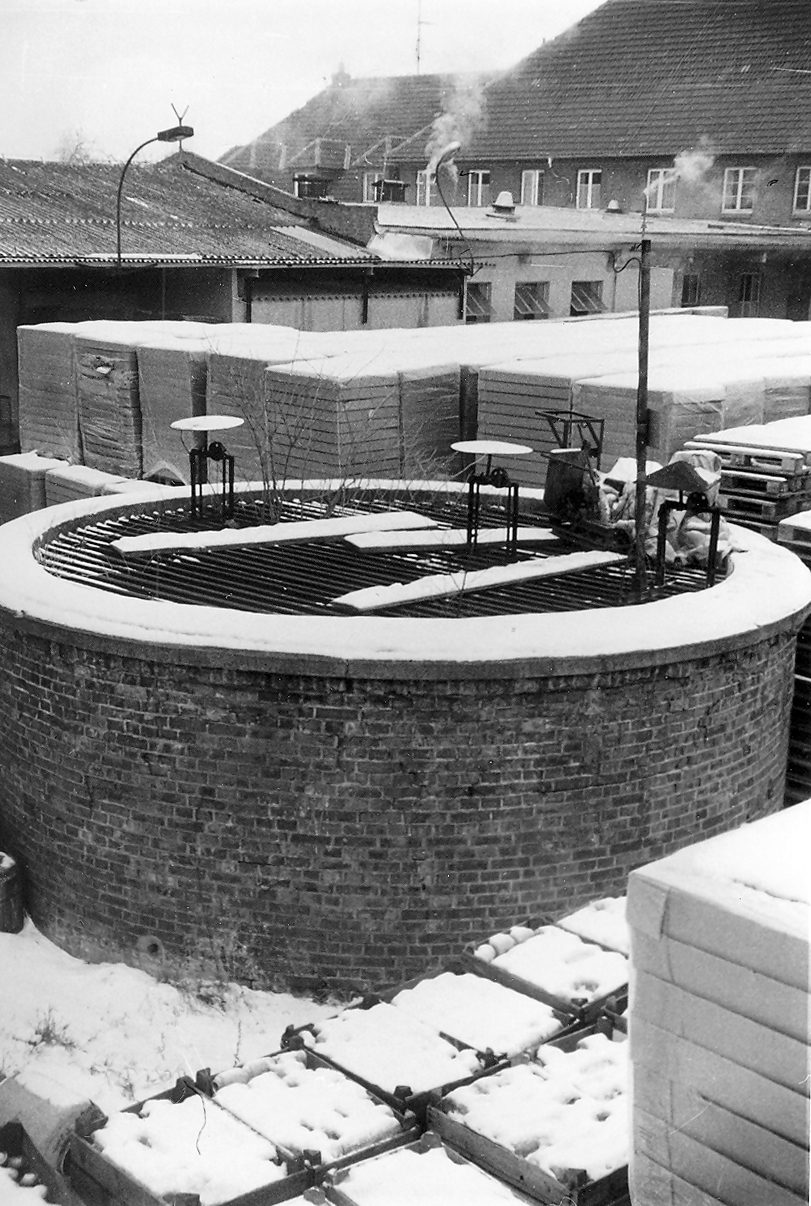
Schachtansicht im Jahr 1975 (mit installierten Warnanlagen)
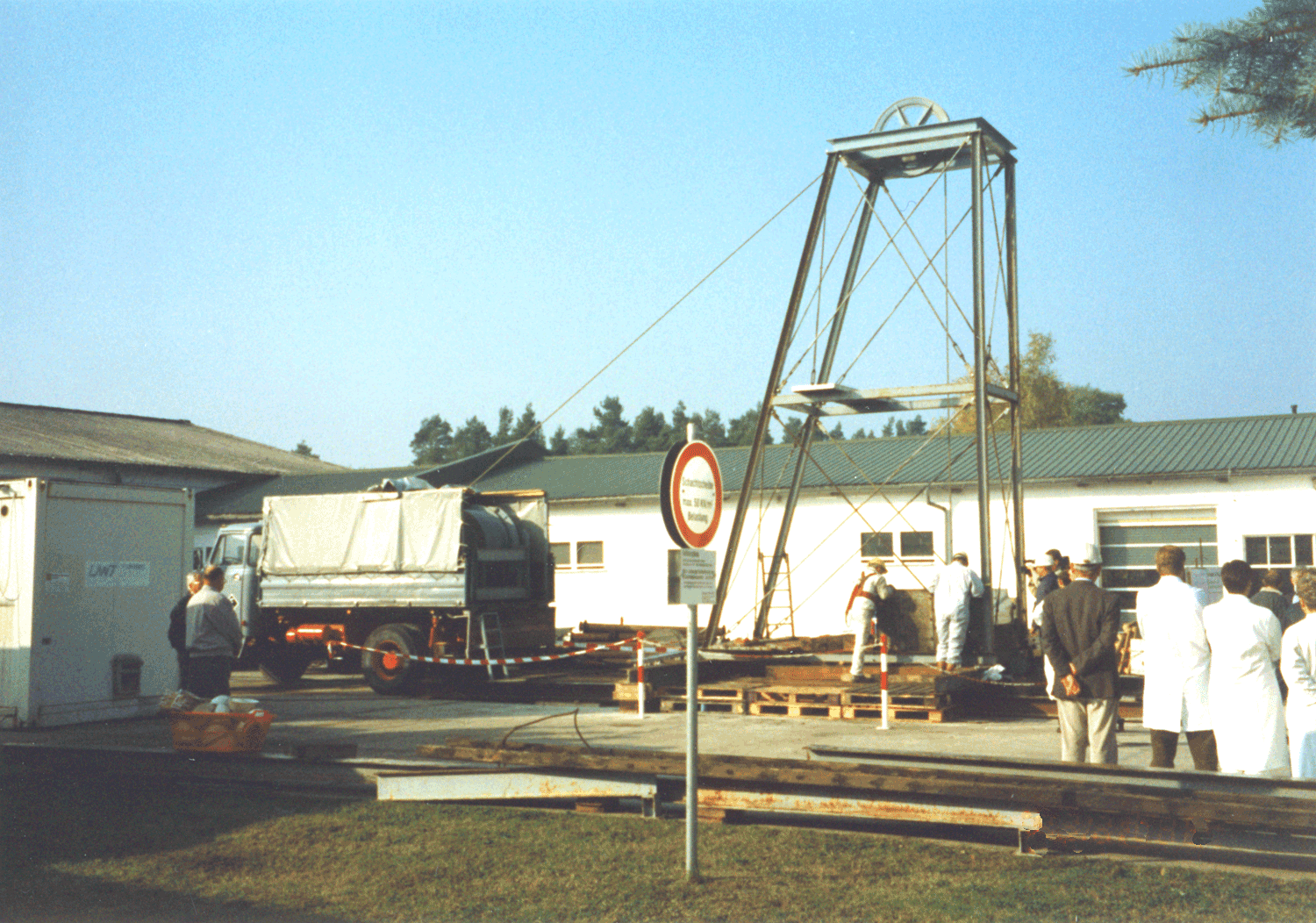
Gesamtansicht der Fördereinrichtung anlässlich der Verwahrungsarbeiten am Schacht Conow
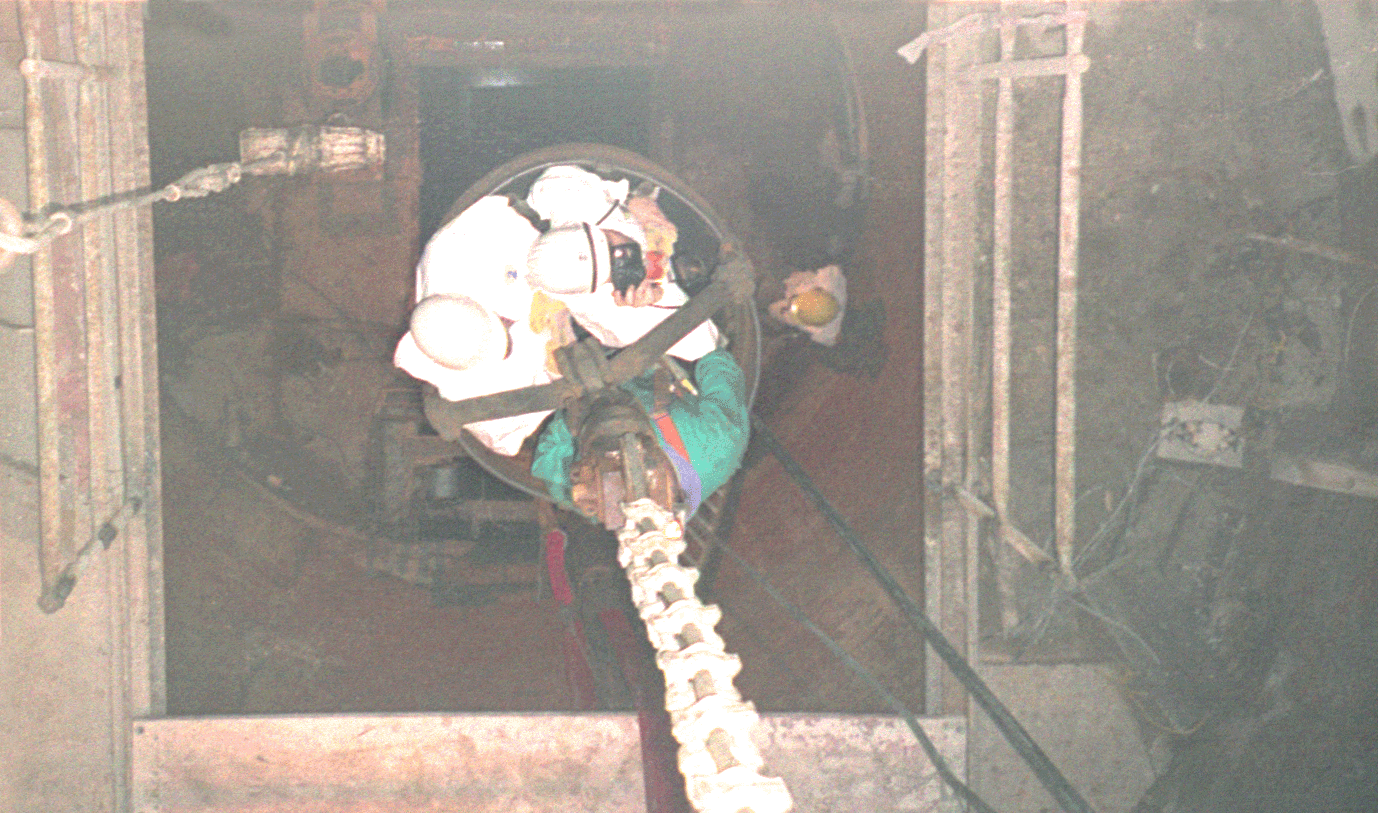
Blick hinunter in die Schachtröhre: Einfahrt des Förderkübels in den Schacht Conow
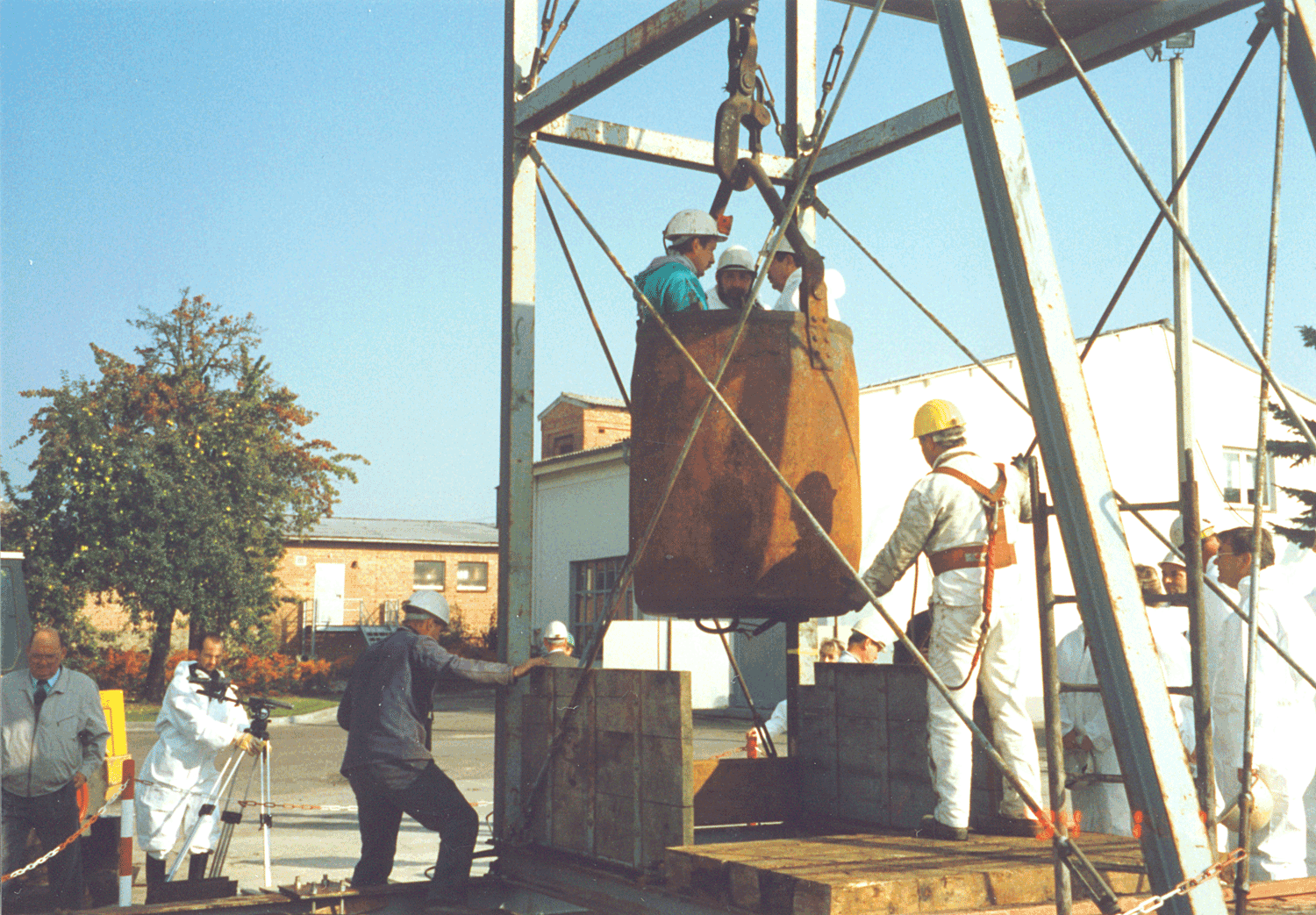
Ausfahrt des mit Personen besetzten Förderkübels
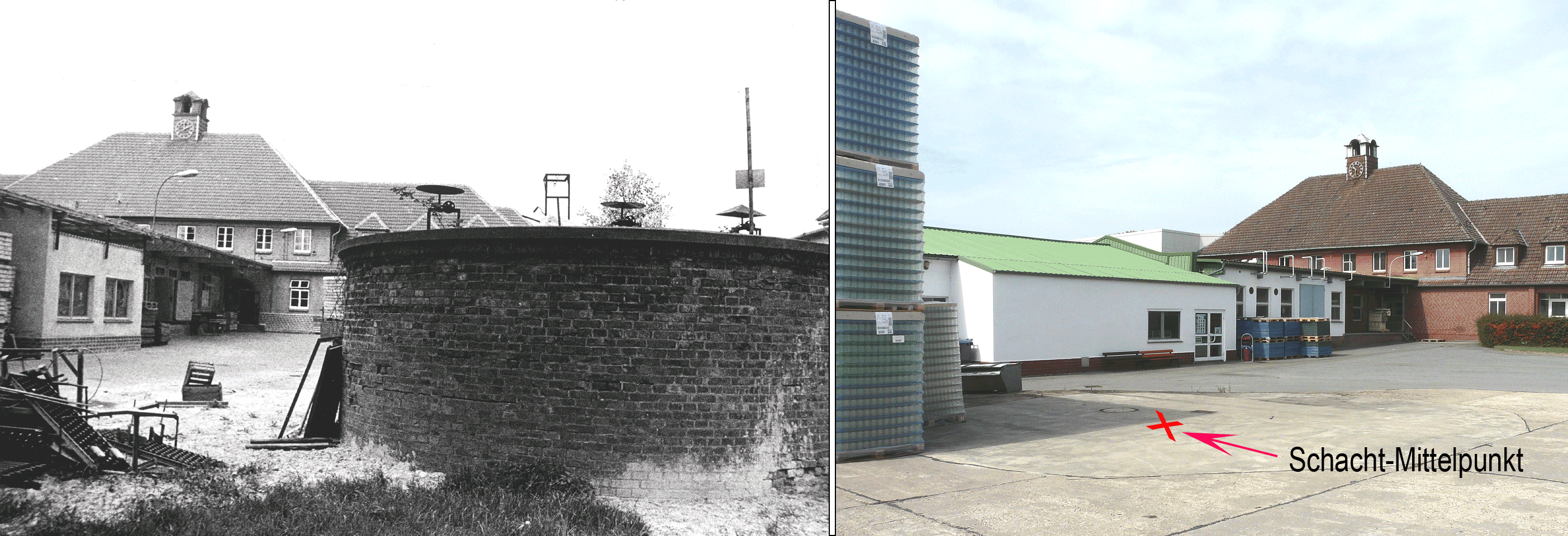
Ansicht des Schachtgeländes (links 1975; rechts 2010)

## Abschließende Hohlraumerkundung
Im Jahre 2004 veranlasste das Bergamt Stralsund abermals eine Untersuchung der Stabilität der Schachtröhre Conow. Anlass war, dass bei Untersuchungen mittels eines auf die spezifischen Bedingungen der Altkalischächte ausgelegten Untersuchungs- und Monitoringprogramms (siehe auch „Echometrische Hohlraumvermessungen“) bei einer Vielzahl ersoffener Schachtanlagen im Niveau der salinaren Gesteine (meist im Kaliflöz) Hohlraumstrukturen (beispielsweise circa 18.000 m3 am Schacht Leopoldshall III in Staßfurt) sowie ein Verbruch der tiefer gelegenen Schachtabschnitte festgestellt wurden.
Als Ursache der Hohlraumbildung wurden komplexe Lösevorgänge infolge des unkontrollierten Ersaufens der Bergwerke und Schächte mit ungesättigten, wässrigen Lösungen (meist Grundwasser) identifiziert.
Da für die in Mecklenburg gelegenen Altkalischächte gleichartige Ereignisabfolgen während des Ersaufens belegt waren, musste insbesondere für den mit einem oberflächennahen Betonpfropfen gesicherten Schacht Conow von gleichartigen Prozessen und damit verbundenen Risiken für die Tagesoberfläche ausgegangen werden. Für die Durchführung entsprechender Untersuchungen war es erforderlich, den Betonpfropfen durch eine Bohrung vollständig zu durchörtern und zum Schutz des Messequipments eine Schutzverrohrung bis zur Endteufe des Schachtes in mehr als 700 m Teufe einzubauen. Nachdem dies ausgeführt wurde, konnten die geplanten Messungen ausgeführt werden. Durch diese konnte zweifelsfrei belegt werden, dass mehr als 80 Jahre nach Verlassen des Schachtes keinerlei Veränderungen der Schachtkontur eingetreten waren und die im Schacht befindlichen Lösungen im Gleichgewicht mit dem umgebenden Salzgestein standen. Damit konnten die bei der Teilverwahrung getroffenen geotechnischen Annahmen einer weitestgehend unversehrten Schachtröhre bestätigt werden.
Eine abschließende bergschadenkundliche Bewertung kommt zu dem Ergebnis, dass nach menschlichem Ermessen keine Gefahren für die schachtnahe, durch einen Industriebetrieb genutzte Tagesoberfläche vorliegen.

## Erläuterung der Fachbegriffe
1. ↑  
Der qualitativen und quantitativen Berechnung der verschiedenen Kalisalze wird ihr fiktiver K2O-Gehalt zugrunde gelegt (Umrechnungsfaktor: 100% KCl entsprechen 63,17 % K2O).
2. ↑  
Schon vor 1900 gab es im Oberbergamtsbezirk Clausthal eine Bestimmung, wonach alle Bergwerksanlagen zwei voneinander getrennte, fahrbare Ausgänge nach über Tage haben sollten, also eine Soll-Vorschrift. In Mecklenburg war dies nicht so, sondern es stand dem Bergamt frei, für Salzbergwerke in einer besonderen Bestimmung anzuordnen, ob und bis zu welchem Zeitpunkt solche mit einem zweiten Ausgang zu versehen waren. Eine diesbezügliche bergamtliche Verfügung für die drei mecklenburgischen Kalibergwerke erging jedoch nicht.
3. ↑  
Als querschlägig wird die Richtung bezeichnet, die horizontal quer zur Längsachse der Lagerstätte verläuft. (Quelle: Förderverein Rammelsberger Bergbaumuseum Goslar e. V. (Hrsg.): Erzabbau im Rammelsberg.)
4. ↑  
Bergemühlen im Kalibergbau sind im Steinsalz angelegte Abbaue, die der Gewinnung von Versatzmaterial für die gebrächen Carnallit-Abbaukammern dienten. (Siehe auch 5dic.de – Lexikon der gesamten Technik. Abgerufen am 22. März 2013.)